# اتحاد الجزائر
الاتحاد الرياضي لمدينة الجزائر المعروف اختصاراً باتحاد الجزائر أو اتحاد العاصمة أُسس يوم الإثنين 5 يوليو 1937 في مدينة الجزائر .حيث كان أول رئيس وأحد مؤسسي الفريق العاصمي هو لحمر علي زايد. كانت الوان النادي الأسود والقرمزي حتى 1945. بسبب مجازر 8 مايو 1945 تم تغير اللون الداكن إلى الأسود حدادا علي ضحايا المجزرة، حقق اتحاد العاصمة أول لقب له مباشرة بعد الاستقلال بفوزه بلقب البطولة.
فاز اتحاد الجزائر بالرابطة الجزائرية المحترفة الأولى 8 مرات و كأس الجزائر 9 مرات ويملك الرقم القياسي في الوصول الي نهائي كأس الجزائر 18 مرة، كما فاز بكأس السوبر الجزائري 3 ثلاث مرات و كأس العرب للأندية الأبطال مرة واحدة في 2013، وكأس الكونفيدرالية الإفريقية وكأس السوبر الإفريقي مرة واحدة كذلك في 2023، ووصل إلى نهائي دوري أبطال إفريقيا لأول مرة في 2015 وانهزم ضد تي بي مازيمبي.

## تاريخ اتحاد الجزائر منذ التأسيس
االأعضاء المؤسسون لنادي اتحاد العاصمة (USMA) كانوا من بين الشخصيات الرائدة التي عملت على تأسيس النادي في 5 يوليو 1937، حيث تم إيداع طلب اعتماد النادي تحت اسم "الاتحاد الرياضي الإسلامي للعاصمة" لدى ولاية الجزائر. كان المقر الاجتماعي للنادي يقع في مقهى الرياضيات، في 31 شارع بروسي.

### تشكيلة المؤسسين
- الرئيس: زياد علي
- نائبا الرئيس: بن ناصر لخضر، فرنان الطيب
- الأمين العام: جلبت علي
- الأمين العام المساعد: كمات أحمد
- أمين الخزينة: مداد أرزقي
- مساعد أمين الخزينة: بوعراب عبد الرحمن
- المساعدون: بلو الطاهر، بسعدي أرزقي، قاسمي رابح، زكار عبد القادر، زميرلي عبد الرحمن

### دور النادي خلال فترة الاستعمار
ساهم نادي اتحاد العاصمة في تعزيز الروح الوطنية ومقاومة الاستعمار الفرنسي عبر الرياضة. في فترة الثورة الجزائرية، وخصوصًا منذ عام 1955، تحوّل النادي إلى منصة لدعم الحركة الوطنية. دعا رئيس الفريق آنذاك، علي شرفي، عددًا من اللاعبين الشباب مثل محمد خلدود، مصطفى بوديسة، وحميد بن كانون، للانضمام إلى النضال الوطني ومواجهة الاستعمار.
في نهاية العام 1955، استجاب النادي لأوامر جيش التحرير الوطني التي طلبت من جميع الأندية المسلمة إيقاف الأنشطة الرياضية، تأكيدًا على التزامه بالقضية الوطنية.

### شهداء اتحاد العاصمة
سقط عدد كبير من أبناء الفريق شهداء في ميدان الشرف، وتجاوز عددهم 40 شهيدًا حسب الشهادات الحية. من أبرز الأسماء:
حشلاف حمادة، لحمر المدعو زياد، واقنوتي، دوادح، حلامي، لوشال، سلامة، لونس، ديمانة، ميكيري، بلكراوي، مايدي، بوصورة، وعلي باسطا.
اتحاد العاصمة لم يكن مجرد نادٍ رياضي، بل كان رمزًا للنضال والوطنية في مواجهة الاستعمار.

### جازولي ساعدهم في القانون وفرنسا رفضت تسمية الإسلامي
روى الحاج كمات أحمد أعمدة المسيرين في تاريخ كرة القدم الجزائرية كيفية إنشاء اتحاد العاصمة، وهذا ضمن إحدى شهاداته النادرة عبر الصحف القديمة. وبلنسبة له، فإن فكرة إنشاء الفريق بدأت في شهر مايو 1937، عندما تم تحويل أحد الفرق الأحياء (نادي حي سالوست لرياضي) إلى نادي الاتحاد. كان الحاج كمات، حسب شهادته، إلى جانب كل من لحمر علي، المدعو زياد، ومرزق مداد، والكل كان مستعدا لتجسيد الفكرة. وقد استغل الحاج كمات صداقة جازولي، أحد مسيري مولودية الجزائر، لإنجاز القوانين الأساسية لاتحاد العاصمة، بحكم تجربة جازولي في الشؤون القانونية لإنشاء الجمعيات، وتم تقديم ملف الفريق إلى الولاية تحت رقم 1687 مباشرة بعد الانتهاء من الإجراءات التأسيسية، في البداية رفض الوالي المستعمر كلمة «الإسلامي» لكنه قبل للأمر الواقع في الأخير، ومنح الاعتماد في 5 جولية 1937، وكان مقر النادي بشارع ديفان سابقا (خالف مسجد كنشاوة). وتدعم مكتب الفريق بعدة أسماء على غراز عمراني، حامز، لكحل، باسطا، زناتي، شريفي، في حين أن أول رئيس شرفي هو مرزاق مداد صاحب مقهى الرياضيات

### العنقى دعم الفريق بالمال والحفلات
بداية المشاركة في البطولة بالنسبة لتشكيلة الاتحاد الفتية كانت سنة 1938 ضمن الدرجة الثالثة، وأبدى آنذاك عدد كبير من اللاعبين نيتهم في الالتحاق بالفريق، لكن القانون المسيّر للبطولة آنذاك لم يكن يسمح بذلك، حيث كان يفرض عليهم إمضاء إجازة من درجة ثانية لا تسمح لهم بالمشاركة في البطولة الرسمية. أما العائق الثاني الذي كان يعرقل الاتحاد فهو عدم امتلاكه ملعبا، حيث أن الفيدرالية كانت ترفض على الأندية إمضاء عقد لا تقل مدته عن خمس سنوات مع إدارة بعض الملاعب، وهذا حتى تتمكن من الدخول في المنافسة، ورغم الضائقة المالية، إلا أن إدارة الاتحاد اتصلت بفريق أولمبيك بوانت بيسكاد (رئيس حميدو) وتعاقدت معه لاستغلال الملعب مقابل 5000 فرنك سنويا. هذا المبلغ كان يغطيه بعض محبي الفريق وعلى رأسهم الحاج محمد العنقا الذي قدم مداخيل عدة حفلات أحياها لصالح الاتحاد

### المرتبة الثالثة وأول بطولة وإبرير وزيتوني لعبا في الاتحاد
أنهت تشكيلة الاتحاد البطولة الأولى في المركز الثالث، وهي بداية اعتبرت موفقة بالنسبة لفريق حديث النشاة. وباندلاع الحرب العالمية الثانية توقفت المنافسة، ونظمت بطولة غير رسمية تضم فوجين، ولعب الاتحاد في مجموعة قوية تضم قاليا سبور الجزائر فريق اليهود، الجامعة، سانت أوجين، مولودية الجزائر وعدة فرق أخرى. وتواصلت المنافسة على مدى ثلاث سنوات وظهر خلالها عدة نجوم من الاتحاد كالحارسين عبد الرحمان إبرير (حارس فريق جبهة التحرير الوطني)، حسن زيتوني، رابح بدران، رابح زواوي، وإسماعيل محمودي

### عام 1943 أول صعود... 1951 أول بطولة
وفي موسم 1942/1943 تحول مقر الفريق إلى شارع يون، ليفتح المجال إلى بديات نشاط فروع رياضية أخرى، كالملاكمة، كرة السلة والدراجات، وكان كل من عبد الحميد، عمراني وشرشاوي مسؤولي الفروع الثلاث على التوالي، وكانت العودة الرسمية للمنافسة عام 1942 وأثمرت مجهودات الفريق بالصعود في الموسم الموالي إلى القسم الثاني بقيادة مصطفى الكمال الذي كان لاعبا ومدربا في نفس الوقت. وفي عام 1951 صعد الفريق إلى القسم الأول مع الإخوة عزوز، ربيع، عبد الكريم (كريمو)، شابري وبن حايك، وفي نفس الموسم توج الاتحاد بأول بطولة للجزائر

## اتحاد العاصمة وثورة التحرير الجزائرية (1956–1962)
في عام 1955 كانت الثورة الجزائرية في ذروتها. وأعد رئيس الفريق علي شرفي بعض اللاعبين الشباب منهم محمد خلدود ومصطفى بوديسة وحميد والاستجابة لنداء جبهة التحرير الوطني. وفي موسم 1955–56، شارك اتحاد الجزائر في دوري الدرجة الثانية في المجموعة الثالثة، الموسم الأخير قبل استقلال الجزائر، حيث كان في 4 مارس 1956 في الجولة 16 ضد نادي جمعية ريفيت ومباراتين قبل نهاية الموسم انسحب اتحاد العاصمة من البطولة، وسجل مكتب رابطة الجزائر انسحاب العديد من الأندية الإسلامية عقب الأحداث التي وقعت في المباراة بين مولودية الجزائر ونادي جمعية سانت اوجين في دوري الجزائر العاصمة درجة اولي، رائد القبة واتحاد مارينغو ووداد بيلكور و شبيبة القبائل وشبيبة الأبيار واولمبيك سانت اوجين اعلنت الانسحاب في 11 مارس 1956. نظرًا للظروف الاستثنائية، قرر مكتب رابطة الجزائر وضعهم في الترتيب النهائي وعدم معاقبتهم (لأن القاعدة تنص عادة على تخفيض الدرجة الي الدرجة الأدنى لأي حزمة عامة)، بهدف استئناف محتمل لأنشطتهم للموسم المقبل. جاء هذا الانسحاب بناء على طلب جبهة التحرير الوطني دعما للثورة ضد الاستعمار الفرنسي وإيصال الصوت إلى العالم بعد الانسحاب وانضم عدد من اللاعبين إلى الجبهة في الجبال.

## بعد الاستقلال

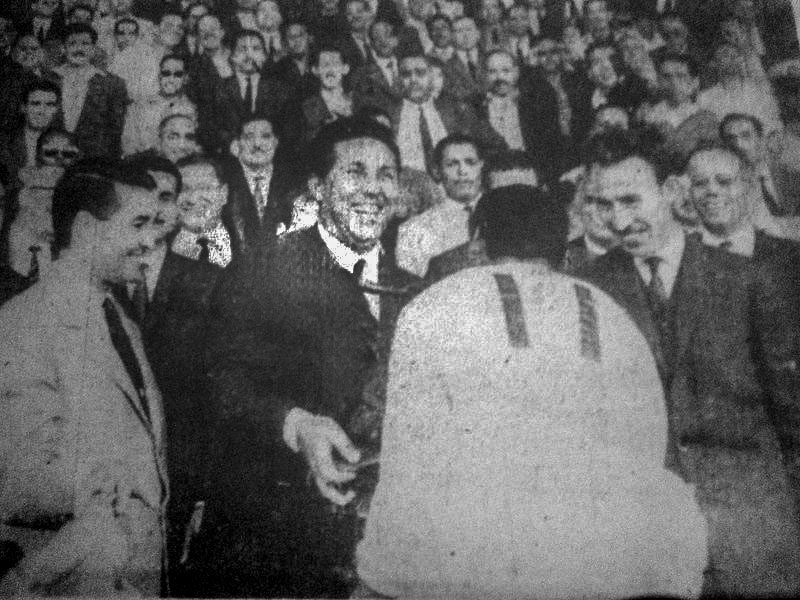
عبد العزيز بن طيفور مدرب اتحاد العاصمة يتسلم من يد الرئيس أحمد بن بلة، الكأس الأول للبطولة الجزائرية لكرة القدم تحت أنظار رئيس الفاف الدكتور معوش (يسار) ووزير الدفاع هواري بومدين (يمين).

منذ الاستقلال بقي السيد الحاج احمد كمات أمينًا عامًا للنادي. وبقي فيه حتى عام 1968. قادته خبرته في شؤون كرة القدم إلى مكتب الرابطة حتى عام 1967 وإلى المكتب الفدرالي من عام 1964 حتى عام 1967. هذه فترة مناسبة جدًا لهذا القائد الذي تم الاستماع إليه بشدة. لفترة طويلة من البطالة في عام 1956، توقف اتحاد العاصمة مثل جميع الأندية الإسلامية الأخرى عن أنشطته الرياضية بأمر من جبهة التحرير الوطني ولم يؤثر ذلك بأي شكل من الأشكال على رجلنا. إنه مليء بالطاقة لفكرة العمل في جزائر حرة. الحماس المجنون يفوز به. المشاريع. لقد امتلأ رأسه به. يبدأ العمل على الفور. قدم رهانه الأول في عام 1962 بإقامة أول بطولة لشمال إفريقيا بمشاركة الترجي الرياضي التونسي ونادي الاتحاد ونادي الوداد الرياضي بالإضافة الي اتحاد العاصمة، بعد تأسيس أول اتحاد جزائري لكرة القدم في 21 أكتوبر 1963 برئاسة محند امقران معوش انطلقت أول مسابقة رسمية على شكل بطولة إقليمية على المستوى الجهوي شرق، غرب، وسط.
عودة الحياة في مسابقات كرة القدم في البلاد بالنظر إلى التوزيع الجغرافي للأندية في جميع أنحاء البلاد والتي كانت مقسمة سابقًا إلى ثلاث إدارات تحت الإدارة الاستعمارية الفرنسية، كل رابطة تولى تنظيم المسابقات بطريقة مستقلة بتشجيع من وزارة الرياضة والشباب. في السنوات الأولى، اتحاد العاصمة قبل بداية الموسم تعاقد مع النجم السابق لنادي نيس ونادي موناكو عبد العزيز بن طيفور ليكون لاعب ومدرب في نفس الوقت، كذلك الفرنسي فريدي زيمور من الأقدام السوداء ومن القلائل الذين قرروا البقاء في الجزائر ووقع النادي في المجموعة الخامسة واحتل المركز الأول ومن 18 مباراة فاز في 16 ليتاهل الي الدور الفاصل اين وقع مع نصر حسين داي وأولمبي الشلف واولمبيك سانت اوجان و مولودية الجزائر ليحتل المركز الأول ويتاهل الي نصف النهائي اين واجه اتحاد عنابة ليفوز ويواجه في النهائي مولودية الجزائر مرة اخري ويحقق أول لقب بعد الاستقلال.
اتحاد العاصمة كان منتظر ان يكون الاحسن حيث كان يمتلك لاعبين من الاحسن في الجزائر لكن النادي في موسم 1964–65 سقط الي الدرجة الثانية اين بقي اربع مواسم هناك، لكن في كأس الجزائر في اواخر الستينات وبداية السبعينات الامور كانت مختلفة اين وصل الي النهائي خمس مرات متتالية وانهزم فيها كلها الاولي عام 1969 ضد شباب بلكور والاخيرة ضد مولودية الجزائر، في موسم 1969–70 عاد النادي مرة اخري الي الدرجة الاولي اين احتل المركز الخامس وعاني النادي في فترة السبعينات بين الصعود والنزول ولم يكن هناك استقرار علي مستوي الطاقم الفني حيث تداول علي تدريبه عدد كبير من هم احمد زيتون وعبد الغاني زيتوني وحميد بلامين و أحمد عرب علي مرتين، في هذه الفترة شارك مرتين في الكأس المغاربية للأندية الفائزة بالكؤوس بصفته وصيف كأس الجزائر الاولي في 1969 وانهزم في النهائي ضد نادي النهضة السطاتية المغربي والثانية عام 1970 واحتل المركز الاخير بهزيمتين ضد النادي الإفريقي ونادي الوداد الرياضي. في موسم 1975–76 شهد تحقيق أثقل نتيجة في تاريخ الدوري الجزائري في مباراة جرت بملعب 5 جويلية 1962 اين فاز اتحاد العاصمة ضد جمعية وهران بنتيجة 11–0 سجل منها جمال زيدان خمس اهداف. وفي نفس الموسم نتيجة اخري كبيرة للاتحاد في نفس الملعب ضد اتحاد بلعباس بثمانية منها اثنين هاتريك من تسجيل احمد زيتون ومصطفي عمينوش.
في عام 1971 بعد مسيرة طويلة بسبب لعب ربع ونصف النهائي علي شكل ذهابه وإيابه، وصل الاتحاد إلى النهائي ليواجه في ديربي الجزائر، مولودية الجزائر ويهزم مرة أخرى. وقبلها في نصف النهائي في خنشلة ضد الفريق المحلي، لم يلق الاتحاد ترحيبًا بسبب كلمة استخدمها مشجعو اتحاد الجزائر وهي أن خنشلة «شاوية» مصطلح أسيء تفسيره وأعدوا استقبالًا عدائيًا، واستغرقت المباراة أربع ساعات بسبب اقتحام الجماهير للملعب عدة مرات. وبعد انتهاء مباراة اتحاد العاصمة، ظل لاعبو اتحاد العاصمة الذين رافقهم حفنة من المشجعين محبوسين في غرف تبديل الملابس حتى منتصف الليل وبعد تدخل لواء درك أرسل من باتنة. كانت عودته إلى الجزائر العاصمة حوالي الساعة التاسعة من صباح اليوم التالي، بعد ذالك عاقب الاتحادية الجزائرية لكرة القدم في ذلك الوقت الناديين باللعب على بعد 50 كيلومترًا من ملعبه لمدة عام. أما اتحاد الجزائر فقد استقبل في موسم 1971–72 في ملعب الإخوة براكني.

## أول فترة احترافية (1977–1989)

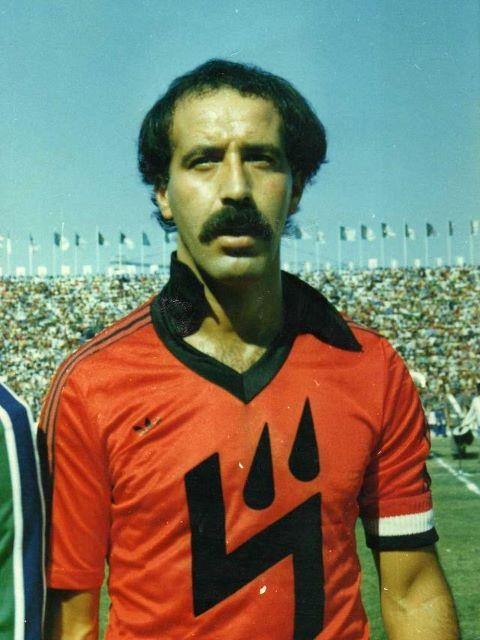
جمال كدو قاد الاتحاد للفوز بكاس الجزائر عامي 1981 و 1988 كلاعب ومدرب.

في عام 1974 قررت وزارة الشباب والرياضة اقامة اصلاح رياضي وتطبيق الاحتراف من خلال منح شركات للاندية لمنح أندية النخبة قاعدة مالية جيدة تسمح لهم بهيكلة أنفسهم مهنيا لذلك كان الهدف هو أن يتمتعوا باستقلالية إدارية كاملة مع إنشاء مركز التدريب الخاص بهم، علي سبيل المثال الاندية التي أصبحت تحمل اسم نفط مثل مولودية الجزائر ومولودية وهران ووفاق سطيف واصبحت ممولة من طرف شركة سوناطراك، وفي موسم 1977–78 تغير اسم النادي الي النادي الرياضي كهرباء الجزائر بعد ان أصبحت شركة سونلغاز الممول الرسمي للنادي. بعد سبع نهائيات تمكن الاتحاد من الفوز بكاس الجزائر لأول مرة في عام 1981 ضد جمعية وهران بقيادة المدرب علي بنفضاح في مباراة جرت في الملعب الجديد لبلعباس ملعب 24 فيفري 1956 ليصبح أول نادي من الدرجة الثانية يفوز بها، البعض من مسؤولي وانصار النادي يعتقدون ان السبب في عدم الفوز بالكاس هو هواري بومدين الذي كان يملك عداء كبير للرئيس الذي سبقه أحمد بن بلة المعروف بتشجيعه اتحاد العاصمة والا كيف بعد وفاته تمكنو من الفوز بها.
في الموسم التالي حقق الصعود بعد موسم واحد فقط، بداية الموسم كانت في كأس السوبر الجزائري في أول نسخة ضد بطل الدوري رائد القبة وانهزم، أيضا شارك لأول مرة في منافسة قارية في كأس أفريقيا للأندية أبطال الكؤوس واقصي في دور الربع النهائي ضد نادي هارتس أوف أوك، في عام 1987 تغير اسم النادي الي اتحاد العاصمة حتي عام 1989 وبسبب الازمة الاقتصادية التي ضربت الجزائر تم انهاء الإصلاح الرياضي لعام 1977 وكل الاندية عادت الي اسمها القديم بما فيها الاتحاد الي اسمه الجديد الاتحاد الرياضي لمدينة الجزائر، في فترة الثمانينات عاني الفريق من الاستقرار بين الصعود والنزول وفي موسم 1987–88 وبتشكيلة شابة اغلبها من الفريق الرديف وتحت قيادة الاعب السابق جمال كدو تمكن الاتحاد من الفوز بكأس الجزائر ضد شباب بلكور في ملعب 5 جويلية 1962 بضربات الترجيح وهي أول مرة يفوز فيها الاتحاد ضد الشباب في النهائي بعد ثلاث هزائم سابقا، بعدها اتهم انصار الشباب الاعب عمار كابران بتعمد تضييع ضربة الترجيح التي ان سجلها كانو سيفوزون بالكاس مع العلم بعدها انتقل الي الاتحاد وهو ما زاد في شكهم.
في موسم 1989–90 انهار النادي كليا بسبب الازمة المالية التي جعلته ينسحب من مباراة كأس أفريقيا للأندية أبطال الكؤوس ضد نادي اف سي بانكي الملغاشي في الدور الربع النهائي بعد الهزيمة في لقاء الذهاب في الجزائر، نفس الشيء في الدوري اين كان اداء النادي جد سيئ وسقط الي الدرجة الثانية واحتل المركز الاخير واسوء خط دفاع، طامح للعودة سريعا الي الدرجة الاولي لكن المأمورية لم تكن سهلة وبعد الفشل في الصعود غادر هداف النادي طارق حاج عدلان نحو شبيبة القبائل وفي هذه الفترة عاني اتحاد العاصمة من عدم الاستقرار علي المستوي الإداري الذي تغير ثلاث مرات وهم سعيد حمو ورشيد خلواطي و مولدي عيساوي، وشهدت الجزائر بداية ازمة سياسية ومالية وايضا العشرية السوداء التي اثرت علي مستقبل النادي، أيضا علي مستوي المدربين لم يكن هناك استقرار وشهد موسم 1992–93 قيادة النادي من طرف أربعة مدربين في نفس اللحظة وهو شيء لم يحدث في تاريخ النادي.

## فترة عليق(1994–2010)

### العودة الي القمة والفوز باللقب بعد 33 سنة

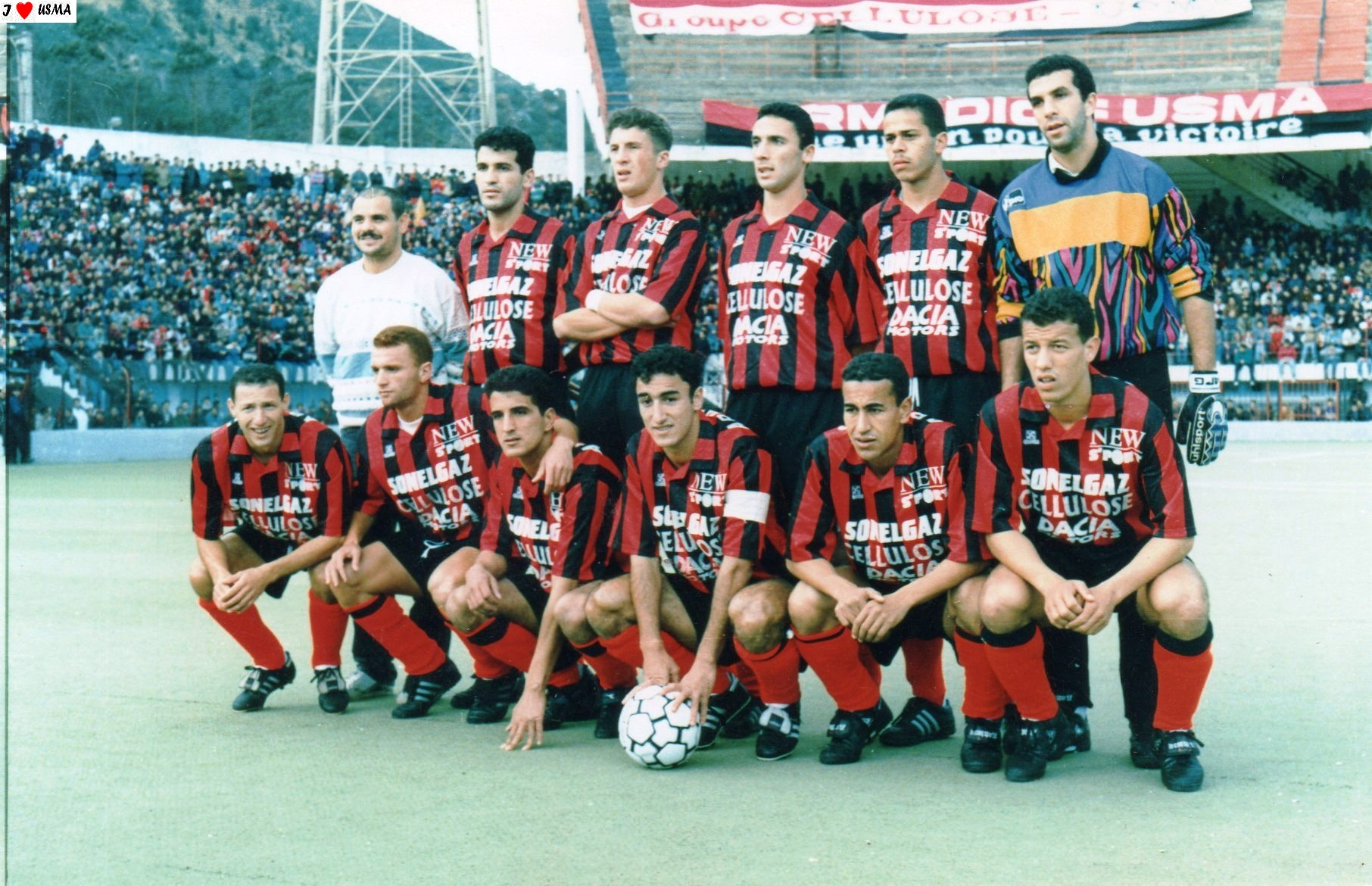
فريق اتحاد الجزائر بطل الدوري موسم 1995–96.

في عام 1994، أصبح سعيد عليق رئيسًا لمجلس إدارة اتحاد الجزائر ووعد بإعادة الفريق إلى القسم الأول، وبإحداث القطيعة مع عادة المصعد التي عرفها الفريق منذ الاستقلال بسقوطه وعودته من وإلى حظيرة النخبة، كما وعد عليق الجميع بأن لا يلعب الاتحاد سوى على الأدوار الأولى، في 26 مايو 1995، فاز اتحاد الجزائر خارج أرضه ضد مولودية ورقلة وحقق الصعود إلى القسم الأول بعد خمسة مواسم كاملة تحت قيادة يونس إفتيسن، أعلن عليق أن اتحاد الجزائر عاد إلى مكانه الطبيعي ولن يعود مرة أخرى إلى الدرجة الثانية، في موسم 1995-96 غادر إفتيسين اتحاد الجزائر على الرغم من تحقيق الهدف الذي سطرته الإدارة ليحل محله أحمد آيت الحسين، في ديربي الجزائر الذي لعب في ملعب عمر حمادي وبعد تسجيل اتحاد الجزائر، أصيب الحكم المساعد ليتوقف اللقاء ويعاد بدون جمهور في الملعب نفسه. بعد ذلك تقرر عدم لعب ديربي الجزائر في المستقبل في هذا الملعب بحضور الجماهير. بعد صراع كبير مع مولودية وهران على اللقب وفي الجولة الأخيرة فاز اتحاد الجزائر باللقب بعد فوزه على شباب قسنطينة في ملعب محمد حملاوي بفارق نقطتين فقط.
في الموسم التالي، لم يكن اتحاد الجزائر قادراً على الاحتفاظ بلقبه، وفي المباراة الأخيرة ضد شباب قسنطينة حدث ذلك على عكس الموسم الماضي، حيث يحتاج شباب قسنطينة هذه المرة للفوز لتحقيق اللقب الذي حدث، بعد أربعة وعشرين عاماً صرح الطاهر شريف الوزاني ان فريقه حُرم من اللقب مرتين بسبب اتحاد الجزئر. في دوري أبطال أفريقيا 1997، شارك اتحاد العاصمة لأول مرة في النسخة الجديدة من المسابقة، حيث وصل إلى مرحلة المجموعات وفي المباراة الأخيرة ضد بريميرو دي أغوستو، فاز اتحاد الجزائر بهدف وحيد لم يكن كافيًا للتأهل للنهائي بعد صراع كبير مع نادي الرجاء البيضاوي المغربي. في موسم 1997–98، غير الاتحاد الجزائري لكرة القدم نظام الدوري إلى المجموعات التي اوقعت اتحاد العاصمة في المجموعة الثانية بفرق قوية مثل وفاق سطيف وشبيبة القبائل ومولودية الجزائر ليتمكنوا من التاهل الي المباراة النهائية اين واجهوا اتحاد الحراش في ملعب 5 جويلية 1962 خسر اتحاد الجزائر لقبه 2-3 ورغم تقدمه 2-0 لكن في اخر 20 دقيقة تمكن اتحاد الحراش من تسجيل ثلاث اهداف وفي اخر دقيقة تحصل اتحاد الجزائر علي ضربة جزاء ضيعها منير زغدود.
في كأس الاتحاد الأفريقي للأندية عام 1999، وصل اتحاد الجزائر إلى ربع النهاية وأقصي أمام نادي الوداد الرياضي المغربي اما في البطولة موسم 1999–2000 يعتبر الأسوأ منذ الصعود اين احتل المركز الاخير ولكن في هذا الموسم لم يكن هناك سقوط الي الدرجة الثانية، كما استبعد اتحاد الجزائر من كأس أفريقيا للأندية أبطال الكؤوس بسبب المشاركة الغير قانونية للاعب البوركينابي سياكا كوليبالي ضد نادي تينيري من النيجر وبسبب ذالك تم معاقبة النادي من المشاركة في أي مسابقة قارية لعام واحد، بعد نهاية العقوبة وفي نفس المسابقة وصل اتحاد العاصمة الي نصف النهائي واقصي مرة أخرى ضد نادي الوداد الرياضي حيث فقد فرصة تاريخية للوصول الي النهائي لأول مرة بعد أن تعادل في ملعبه بنتيجة 2-2.

### الفوز بكأس الجزائر ثلاث مرات
من عام 1996 إلى عام 2001، لم ينجح اتحاد العاصمة من تحقيق اللقب واكتفى بالوصافة مرتين في 1998 و 2001. ومع ذلك، فإن النتائج تختلف في الكأس الجزائرية لأن النادي وسّع قائمته بثلاث كؤوس جزائرية أخرى في 1997 في دور 16 كان متوقع ان يلعب ضد شباب قسنطينة لكن الاخير لم يتنقل الي الملعب ليعتبر منهزم علي البساط الاخضر واتهم الشباب بالتامر من اجل ان يسهل لهم اتحاد العاصمة المئمورية في مباراة الدوري التي لعبت في الجولة الاخيرة وانتهت بفوز الشباب في بولوغين وبسببها فازو بلقب الدوري الجزائري، بعدها لم يكن الطريق سهلا للوصول إلى النهائي حيث واجه شباب أوراس باتنة وفازو بهدف طارق غول، لكن هذا الانتصار كان بلا طعم بسبب ما حدث بعد نهاية المباراة في منتصف العشرية السوداء في عيد الفطر، قتل ثلاثة من أنصار اتحاد العاصمة الذين كانوا يحتفلون بكأس الجزائر التي فاز بها فريقهم في فالس دام فرايس فالون.
التقى اتحاد الجزائر عام 1999 ضد شبيبة القبائل لأول مرة في نهائي كأس الجزائر في ملعب 5 جويلية 1962 وفي النهائي الأول الذي يحضره الرئيس الجديد للبلاد عبد العزيز بوتفليقة وانتهى بفوز اتحاد الجزائر بنتيجة هدفين من تسجيل بلال دزيري واللاعب السابق في شبيبة القبايل طارق حاج عدلان ليكون الكأس الرابع لاتحاد العاصمة، قبل ذلك في نصف النهائي ضد مولودية الجزائر، كان هناك جدل كبير حول طريقة لعب المباراة، حيث كان من المفترض أن تلعب من مباراتين، لكن وزارة الشباب والرياضة قررت أن تلعب المباراتين في ملعب 5 جويلية 1962، سعيد عليك رئيس اتحاد العاصمة، رفض هذا الإصرار على أن يلعب كل فريق في ملعبه وملعب 5 جويلية 1962 وكان الملعب الرسمي لمولودية الجزائر، وبعد ذلك رفض وزير الشباب والرياضة محمد عزيز درواز هذا الطلب وأصر على اللعب في ملعب 5 جويلية 1962 لأسباب أمنية. في يوم المباراة، ذهب اتحاد العاصمة إلى ملعب عمر حمادي ومولودية الجزائر والحكام إلى ملعب 5 جويلية 1962. وزير الداخلية والسلطات المحلية في ذلك الوقت عبد المالك سلال اتصل بسعيد عليق لإيجاد حل لهذه المشكلة، كان رده أنه هناك حلان الأول هو أن يلعب كل فريق في ملعبه أو تلعب مباراة واحدة في ملعب محايد، واقترح عليق ملعب 19 ماي 1956 في عنابة، ولكن بسبب العشرية السوداء وبما أن كلاهما من العاصمة، فقد تقرر إقامة المباراة ب ملعب 5 جويلية 1962.
الكأس الثالثة عام 2001، في نصف النهائي ضد شبيبة سكيكدة في ملعب 20 أغسطس 1955، توقفت المباراة في الدقيقة 46 بسبب اقتحام الملعب من قبل أنصار شبيبة سكيكدة حيث تقدم بهدف عز الدين رحيم، وبعد ذلك قررت الاتحادية الجزائرية لكرة القدم إعادة المباراة في ملعب محايد في ملعب الإخوة براكني وانتهت بالفوز 3-0. في النهائي واجه شباب المشرية من الدرجة الثانية والذي يصل للمرة الأولى إلى النهائي. الهدف الوحيد في المباراة سجله حسين عشيو ليحقق اللقب الخامس.

### الفوز بثنائية الدوري والكأس لأول مرة
في موسم 2002–03 كان الاحسن في تاريخ النادي وشارك في خمس مسابقات بداية الموسم كانت في بطولة الأمير فيصل بن فهد للأندية العربية وانتهت من دور المجموعات، في كأس أفريقيا للأندية أبطال الكؤوس الاحمر والاسود وصل الي نصف النهائي واقصي ضد نادي الوداد الرياضي رغم ان مباراة العودة جرت في الجزائر وكان يحتاج الي الفوز فقط ليصل الي النهائي. في البطولة الوطنية الجزائريةالدوري المسيرة نحو اللقب لم تكن سهلة والمنافسة كانت كبيرة مع اتحاد البليدة ونصر حسين داي وشبيبة القبائل، واتحاد العاصمة انتظز حتي الجولة 28 للاحتفال باللقب بعد الفوز ضد جمعية وهران، لتكتمل الفرحة بالفوز بكأس الجزائر بعد الانتصار ضد شباب بلوزداد بعد الهدف الذهبي لمنصف ويشاوي ليحقق النادي أول ثنائية للدوري والكاس بقيادة المدرب عز الدين آيت جودي، أيضا حقق منصف ويشاوي لقب الهداف لأول مرة لاعب من اتحاد العاصمة برصيد 18 هدف منها 2 هاتريك. في نهاية عام 2003، فاز عمارعمور بجائزة الكرة الذهبية التي تنظمها صحيفة الهداف ولوبيتور، بفارق كبير عن زميله السابق في النادي يسعد بورحلي وإبراهيم حمداني، بحضور وزير الشباب والرياضة بوجمعة هيشور، رئيس اللجنة الأولمبية الجزائرية مصطفى براف ورئيس الاتحاد الجزائري لكرة القدم محمد روراوة في نسخته الثالثة.
في الموسم التالي ركز اتحاد العاصمة علي تحقيق مشاركة كبيرة في دوري أبطال أفريقيا وحقق تاهل تاريخي الي نصف النهائي واقصي ضد نادي إنييمبا بمجموع 3–2، في النسخة التالية من نفس المسابقة حقق المالي مامادو ديالو لقب الهداف كاول لاعب لنادي جزائري يحقق الجائزة بعدها انتقل الي نادي نانت الفرنسي، وفي نفس الموسم حقق النادي لقب كأس الجزائر السابعة بعد الفوز ضد شبيبة القبائل بضربات الترجيح، وبما ان لكل بداية نهاية 2004–05 كان بالنسبة لاتحاد العاصمة نهاية حقبة حقق فيها اللقب الخامس تحت قيادة مصطفي اكسوح وهو اخر لقب لسعيد عليق كرئيس للنادي، في الجولة الأخيرة الصراع علي البقاء كان كبير بين شباب بلوزداد وأولمبي العناصر، واتحاد العاصمة رغم عدم اهمية المباراة ضد الاخير حقق الفوز باربعة اهداف سجلها كلها النيجيري مايكل إنرامو ليصبح اصغر لاعب في تاريخ احاد العاصمة يسجل هاترك في سن 19. ويعود سبب لعب الاتحاد بهذه القوة إلى موسم 1993-94 في دوري الدرجة الثانية ، عندما كان الصراع على الصعود بين أولمبي الشلف واتحاد الجزائر ، وفي الجولة الأخيرة انتصر أولمبي الشلف ضد أولمبي العناصر. في ملعب 20 أغسطس 1955 واتهمهم اتحاد الجزائر بتسهيل مهمتهما للصعود إلى الدرجة الأولى وهو ما كان لهم ذلك بفارق الاهداف المباشرة. في عام 2005 فاز بلال دزيري بجائزة الكرة الذهبية باعتباره ثاني لاعب من اتحاد العاصمة يحققها، وقال إنني كنت أتوقع لقبا فرديًا والآن بعد أن حصلت عليه لا يمكنني إلا أن أقول إن سعادتي عظيمة وأن الجائزة كانت ثمرة جهود لدزيري التي بذلها لسنوات في الجزائر أو في الخارج.
من 2005 إلى 2010 أسوأ ما في فترة سعيد عليق حيث تراجع مستوى الفريق ولم يحقق أي لقب واكتفى بلعب نهائي كأس الجزائر مرتين أمام غريمه التقليدي مولودية الجزائر وخسر في كليهما، وهي أول هزيمة له في الكاس منذ 1980. اما علي المستوي القاري تراجع مستواه وبعدها لم يستطع حتي التاهل واكتفى بالمشاركة في كأس العرب للأندية الأبطال فقط، فالاتحاد معظم لاعبيه اعتزلوا أو تقدمو في السن واستمر النادي في الاعتماد تقريبا علي نفس الاعبين لمدة عقد من الزمن ويقال إن السبب الأكبر لهذا التراجع هو دعم سعيد عليق لعلي بن فليس في الانتخابات الرئاسية ضد الرئيس عبد العزيز بوتفليقة في ذلك الوقت، في موسم 2005–06 حقق اتحاد العاصمة المركز الثاني بفارق نقطة عن البطل شبيبة القبائل بعد خصم ثلاث نقاط بسبب الانسحاب من مباراة شبيبة القبائل في تيزي وزو وبعد نهاية الشوط الأول تقدم الشبيبة بهدف واحد، ورفض اتحاد العاصمة استكمال الشوط الثاني بحجة تعرض بعض لاعبيه للاعتداء من بينهم بلال دزيري الذي قال إنه تعرض للطعن بسلاح أبيض الذي اتضح فيما بعد انه لم يكن الا ميربرومين. خلال هذه الفترة تعاقد النادي مع العديد من المدربين بما في ذلك اجنبيين اثنين هما ريني لوبيلو و أوسكار فيلوني ولم يحققوا المطلوب منهم.

## حداد المالك الجديد
في 4 أغسطس 2010، أعلن اتحاد العاصمة بالتزامن مع دخول الاحتراف. أن رجل الأعمال الجزائري علي حداد صاحب الأغلبية بعد استثمار 700 مليون دينار جزائري لشراء 83٪ من أسهم النادي ليصبح أول ناد محترف في الجزائر. في 27 أكتوبر / تشرين الأول 2010، حل حداد مكان سعيد عليق كرئيس للنادي. كان عليق رئيسًا للنادي لمدة 18 عاما. وصرح حداد أريد أن أجعل هذا النادي الأفضل في البلاد اتحاد العاصمة فريق رائع وسيتعين علينا بطبيعة الحال اللعب للفوز بالألقاب، وهذا أقل ما يمكن. أنا شخصياً سأبذل قصارى جهدي لضمان عدم تفويت أي شيء بشكل يومي. لدينا العديد من المشاريع ونحن حريصون جدا على تحقيقها.

### فريق الأحلام والبحث عن الالقاب

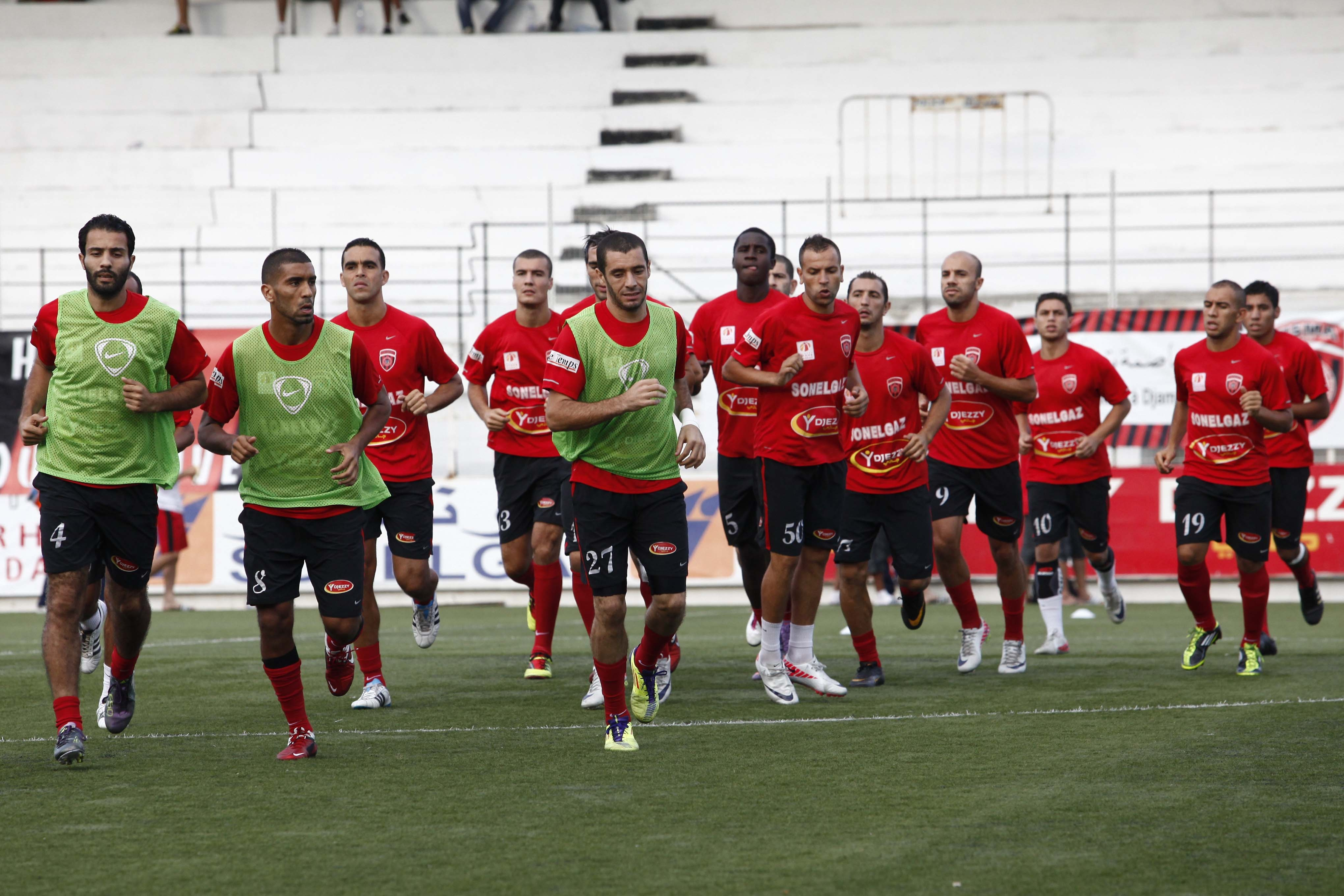
فريق الأحلام اتحاد الجزائر في التدريبات موسم 2011–12.

كان الموسم الأول من كرة القدم الاحترافية في الجزائر موسمًا صعبًا لاتحاد العاصمة. وبالفعل فقد احتل النادي المركز التاسع في البطولة ولم يضمن بقائه في الدرجة الأولى حتى الجولة الأخيرة بفضل فوزه 3-0 ضد اتحاد عنابة. وهذا هو أسوأ ترتيب للنادي منذ موسم 1999–2000. اعتبارًا من كأس الجزائر، يتم إقصاء الأوسميست من الدور الأول. شهد موسم 2010–11 أيضًا إقالة نور الدين سعدي، المدير الفني منذ أغسطس / آب 2009، من منصبه في 11 ديسمبر / كانون الأول 2010. الفني الفرنسي هيرفي رونار، سيحل محله كمدرب جديد في يناير 2011 لمدة عامين ونصف. هناك بند في عقده يسمح له بالمغادرة إذا تم طلبه من قبل منتخب وطني. هذا الموسم، الاحتراف الثاني، يتميز بفترة انتقالات صيفية مفعمة بالحيوية. وبالفعل، يقوم اتحاد العاصمة بالتعاقد مع ما لا يقل عن 15 لاعباً جديد، أبرزهم عبد القادر العيفاوي، لعموري جديات، ياسين بزاز، وخالد لموشية ومحمد ربيع مفتاح، الذين يعتبرون من أفضل اللاعبين في الرابطة الجزائرية المحترفة الأولى. ورافق هذا التغيير الضخم تسريح أكثر من نصف تشكيلة الموسم الماضي، الأمر الذي أدى إلى تغيير كبير في العمود الفقري للفريق، وسرعان ما أطلق على اتحاد العاصمة لقب فريق الأحلام من قبل وسائل الإعلام الجزائرية، خاصة الصحافة المكتوبة.

### العودة إلى الألقاب ونهائي كاس رابطة الأبطال لأول مرة
في موسم 2012–13، بقيادة المدرب الأرجنتيني ميغيل أنخيل غاموندي. البداية كانت ثلاث هزائم سيئة، انتصاران وتعادل، في الجولة السادسة ضد وفاق سطيف وبعد الخسارة أُقيل من منصبه واستبدل بمدرب أولمبيك مارسيليا السابق رولاند كوربيس كمدرب جديد لهم، الذي قدم بداية جيدة ونهاية مرحلة الذهاب بستة انتصارات وتعادلين وهزيمة واحدة، في مرحلة العودة في الرابطة الجزائرية المحترفة الأولى لم تكن بداية جيدة وكان من الواضح أن الفوز بالرابطة الجزائرية المحترفة الأولى صعب للغاية، بداية الفريق و كأس الاتحاد العربي للأندية حيث كان في البداية في كأس الجزائر نحو نهائي الفوز ضد شبيبة الساورة خارج أرضه بنتيجة 0–1 بعد مسيرة القطعة لم تكن صعبة ضد هلال سيق 0–5 اتحاد الحراش 1–0 و نصر حسين داي 2–1 في نصف النهائي ضد مولودية وهران على ملعب أحمد زبانة حقق اتحاد العاصمة الهدف الأهم عن طريق نور الدين دهام، للوصول إلى نهائي الفريق للمرة السابعة عشرة في التاريخ، وكان كأس الاتحاد العربي للأندية. الطريق نحو السهل المطلق ولكن في نصف النهائي ضد النادي الإسماعيلي كان لقاء صعب انتهى بركلات الترجيح 3–4 على اتحاد الجزائر للوصول إلى النهائي لأول مرة في تاريخهم، لكن في كأس الكونفيدرالية الأفريقية، لم يضعه النادي النادي كهدف وأقصي من الدور الثاني ضد نادي اتحاد بيتام 3–0 في المجموع. في نهائي كأس الجزائر الذي أقيم على ملعب 5 جويلية 1962، سيخوض ناديا اتحاد الجزائر ومولودية الجزائر المباراة النهائية في النسخة الـ 92 من ديربي الجزائر. انتصر اتحاد العاصمة الجزائري على مولودية الجزائر 1–0 بهدف سجله مختار بن موسى، وحقق اتحاد العاصمة ثامن لقب له كما منح النادي مكانًا في الدور التمهيدي لكأس الاتحاد الإفريقي لكرة القدم. بعد أسبوعين، فاز اتحاد العاصمة بأول لقب دولي له بعد فوزه على النادي العربي الكويتي 3–2 في مجموع المباراتين في نهائي كأس الاتحاد العربي للأندية 2012–13.

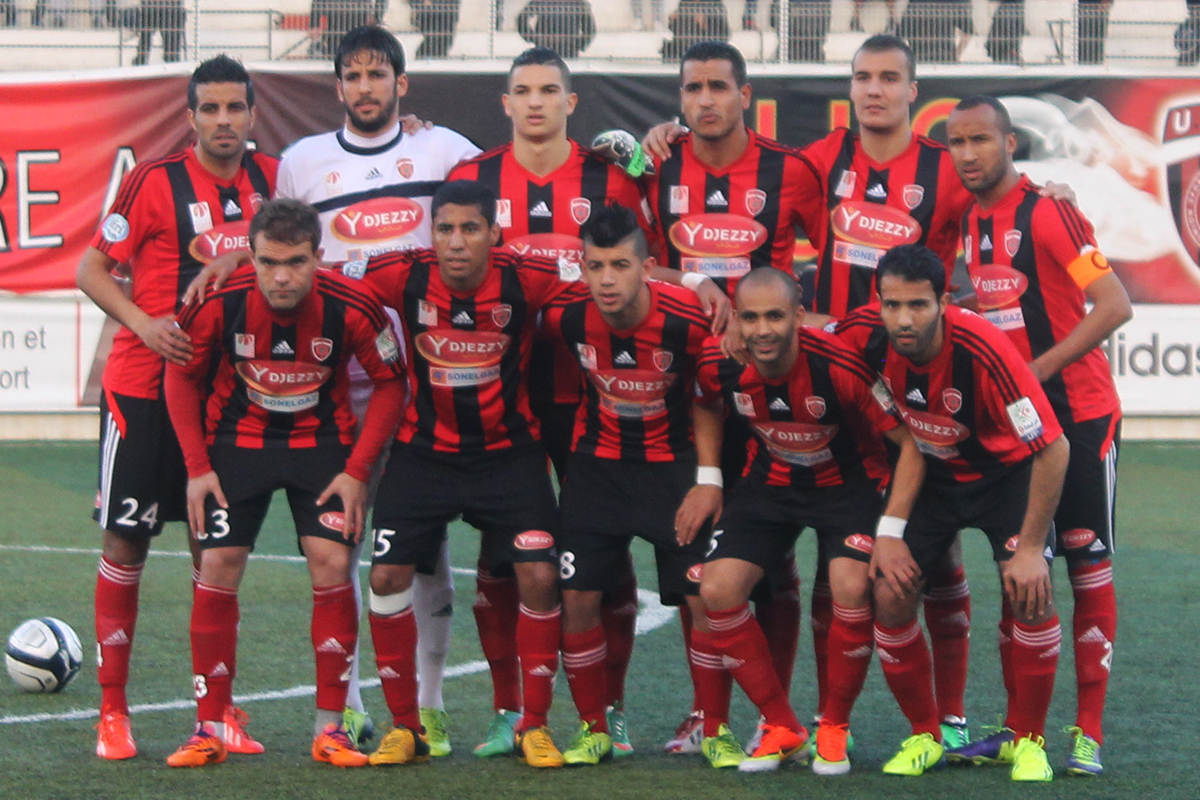
التشكيلة التي فازت بلقب الدوري موسم 2013–14 و كاس السوبر 2014.

في موسم 2013–14 وبعد فوزه بكأس الجزائر وكأس الاتحاد العربي للأندية الموسم الماضي هدف هذا الموسم هو لقب الدوري الغائب منذ تسع سنوات البداية لم تكن جيدة في الجولات الثمانية الأولى ولم يفز إلا في ثلاث لقاءات، وبعد الفوز على شباب عين الفكرون في الجولة العاشرة، قدم كوربيس قدم استقالته بسبب الضغط، لكن أحد أسباب المغادرة هو العودة إلى فرنسا لتدريب ناديه السابق نادي مونبلييه، وتم تعويضه بمواطنه هوبير فيلود بطل الموسم الماضي مع وفاق سطيف، كانت البداية أكثر من رائعة، حيث لم يخسر الفريق في أي لقاء حتى نهاية الموسم 16 انتصار منها ثمانية متتالية و 4 تعادلات ليفوز بالدوري بسهولة وبفارق 14 عن الوصيف شبيبة القبائل لأول مرة منذ موسم 2004–05 والأولى في عصر الاحتراف، كما عاد مرة أخرى إلى دوري أبطال إفريقيا لأول مرة منذ 2007، وفاز اتحاد الجزائر في منتصف الموسم بكأس السوبر ضد وفاق سطيف ولأول مرة في تاريخه. أما في كأس الجزائر أُقصي من الدور الثاني ضد شبيبة القبائل بضربات الترجيح وهي أول مرة ينهزم فيها ضدهم في كاس الجزائر.

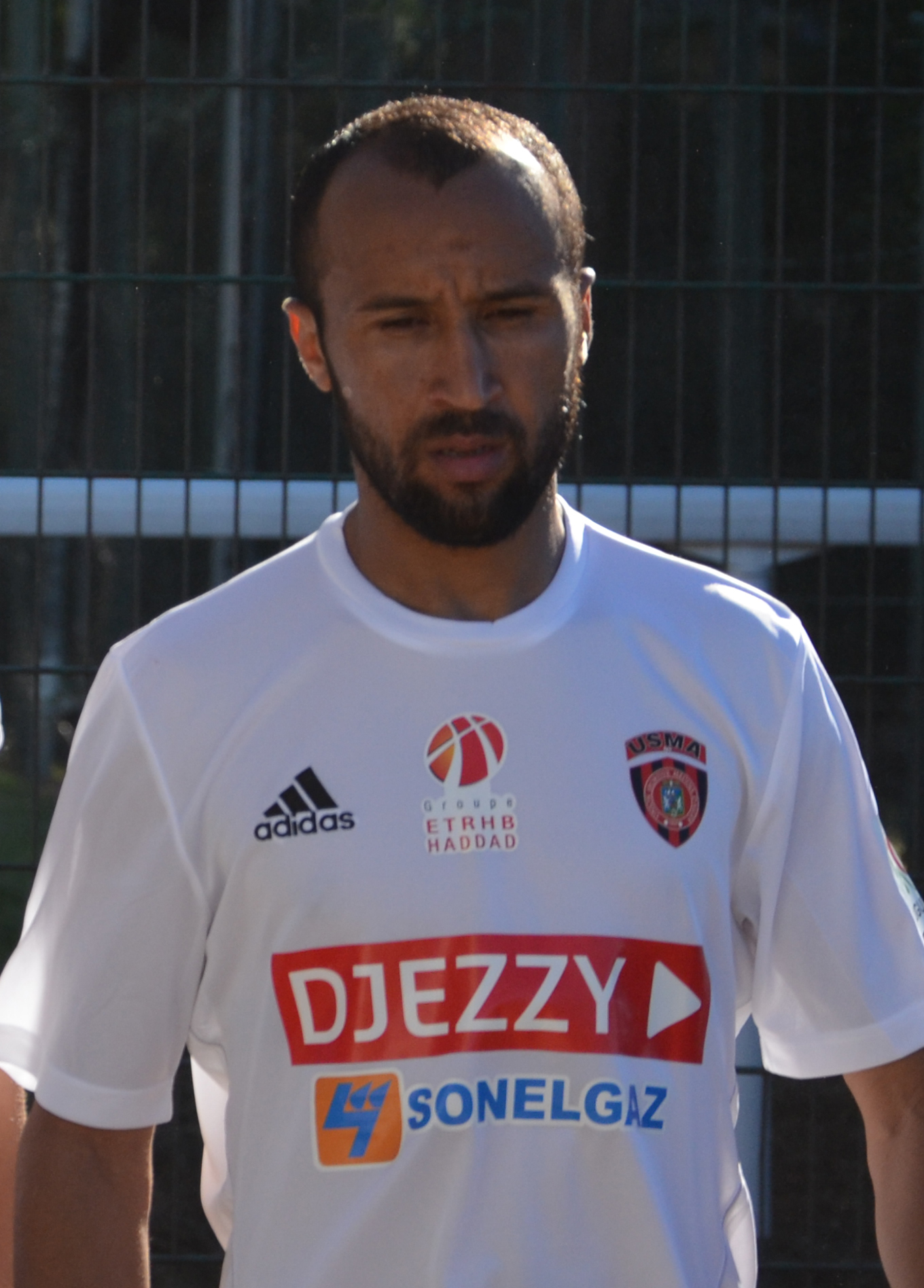
نصر الدين خوالد قائد اتحاد العاصمة من 2010 الي 2016.

لم تكن بداية موسم 2014–15 جيدة أين انهزم في لقاء افتتاح الموسم الكروي في كاس السوبر ضد مولودية الجزائر بهدف وحيد، بعدها بحوالي شهرين صرح الحكم المساعد محمد منير بيطام ان محفوظ قرباج طلب منهم تسهيل مهمة المولودية وقدم اعتذاراته لاتحاد العاصمة وأنصاره. في رحلة الدفاع عن اللقب كانت جد صعبة، يوم 23 أغسطس 2014 في مباراة القمة ضد شبيبة القبائل فاز اتحاد العاصمة بنتيجة 2–1 وسجل يوسف بلايلي هدف الفوز في الدقائق الأخيرة، ولكن بعد انتهاء المباراة وأثناء ذهاب اللاعبين إلى غرف تبديل الملابس تعرض لاعب شبيبة القبايل ألبير إيبوسي لحجارة قادمة من المدرجات في الرأس تسببت لاحقا في وفاته، بعدها قدّم اتحاد العاصمة تصريح حول وفاته جاء فيه هذه الأخبار الرهيبة محزنة لكرة القدم في بلادنا وفي الكاميرون وتصل مثل قنبلة بعد ساعات فقط من لقاء اتحاد الجزائر الذي أقيم في تيزي وزو. في هذه الظروف المؤلمة، يبعث اتحاد العاصمة وأعضاؤه بأحر التعازي لأسرة الفقيد وشبيبة القبائل نتمنى أن يرقد ألبير إيبوسي بسلام. في الجولات الثمانية الأولى لم يفز اتحاد الجزائر سوي في مباراتين فقط وضعه في المركز الثالث عشر، بعدها عادت الأمور إلى طبيعتها وحقق خمس انتصارات متتالية ليتصدر للمرة الأولى هذا الموسم، لكن لم تدم سوى جولة واحدة لتعود مرة أخرى النتائج السيئة وخمس مباريات متتالية بدون فوز لتقرر إدارة اتحاد العاصمة إنهاء مهام المدرب فيلود وتم استبداله بالألماني أوتو بفيستر، لكن بقيت النتائج سيئة وثمان مباريات في الدوري بدون فوز وإقصاء من كأس الجزائر الأمل الأخير لإنهاء الموسم بلقب على الأقل وبعد ثلاث أشهر فقط تم إقالة المدرب بفيستر ليتولي كل من محي الدين مفتاح ومنير زغدود قيادة النادي حتي نهاية الموسم، وفي الجولة الأخيرة ضد أولمبي الشلف كان يحتاج الفريق للفوز ليضمن البقاء وهو ما كان له بنتيجة 3–1.
صيف 2015 أمضى ميلود حمدي لثلاث سنوات كمدرب للاتحاد. وقادهم إلى التألق في دوري أبطال أفريقيا أين أنهى دور المجموعات في المركز الأول ليواجه في نصف النهائي نادي الهلال السوداني ويحقق الفوز في السودان بنتيجة 2–1 والتعادل السلبي في الإياب ليتأهل لأول مرة في تاريخه إلى نهائي مسابقة قارية حيث واجه تي بي مازيمبي لكن انهزم ذهابا وإيابا بمجموع 4–1. من ناحية أخرى في الدوري حقق اللقب للمرة السابعة في تاريخه والثاني في العصر الاحترافي، حقق اتحاد الجزائر بداية قوية جدا ولم ينهزم في سبعة عشر لقاء متتالي منها سبعة انتصارات متتالية وفي مرحلة الإياب انخفظ مستوي النادي بشكل محدود خاصة مع نهايته والهزيمة ضد سريع غليزان وشبيبة الساورة ثم تعادله في لقاء ديربي الجزائر أين تعرض اللاعبون لانتقادات كبيرة خاصة ان الأنصار أرادوا الاحتفال باللقب ضد الغريم التقليدي، في الجولة 27 وبعد الفوز بنتيجة 3–0 ضد جمعية وهران ضمن زملاء القائد خوالد اللقب وفي الجولة 29 ضد دفاع تاجنانت احتفل اللاعبين والمدربين وأعضاء الطاقم الفني والأنصار بدرع البطولة.

### عهد جديد مع مدير عام جديد
بعد يوم واحد فقط من استقالة باول بوت، تعاقدت إدارة اتحاد العاصمة مع المدرب الفرانكو جزائري ميلود حمدي حتى نهاية الموسم وكان قد تولى تدريب الفريق بالفعل في موسم 2015–16 وقاده للفوز بدوري الدرجة الأولى والوصول إلى نهائي دوري أبطال أفريقيا. كانت البداية جيدة جدا للمدرب الجديد حيث فاز في أربع مباريات من مرحلة الذهاب، ثلاثة منها خارج الديار وتعادل في مبارتين وخسر في مباراة واحدة ولكن مع بداية مرحلة الإياب عادت النتائج السيئة مرة أخرى خاصة داخل الديار وعدد النقاط التي خسرها اتحاد الجزائر في ملعبه حتى الجولة الواحد والعشرين، 18 نقطة ليخسر فرصة المنافسة على اللقب بعد أن أصبح الفارق عشر نقاط عن المتصدر. ليخرج للموسم الثاني بدون لقب مباشرة بعد ديربي الجزائر والتعادل 2–2. في 28 فبراير 2018، قام علي حداد بتغيير شقيقه ربوح من منصب مدير عام بلاعب ورئيس وفاق سطيف السابق عبد الحكيم سرار. بعد خسارة الديربي أمام شباب بلوزداد قرر المدير العام الجديد بعد الاتفاق مع المدرب ميلود حمدي، إنهاء عمله مع الفريق نهاية الموسم. في 3 أبريل، انتقل سرار إلى المغرب واتفق مع بادو الزاكي ليكون المدرب الجديد ابتداء من الموسم المقبل. ومع ذلك، في 12 أبريل، قال زكي إنه لن يدرب اتحاد العاصمة بسبب الخلاف حول بعض شروط العقد. وفي نهاية الموسم توج أسامة درفلو بلقب هداف الدوري برصيد 18 هدفا حيث أصبح ثاني لاعب في اتحاد العاصمة يحقق هذه الجائزة بعد الأول في 2003.
مع نهاية الموسم بدأ الفريق في البحث عن مدرب جديد وشهدت التشكيلة رحيل العديد من اللاعبين أبرزهم أيوب عبد اللاوي الذي انضم إلى نادي سيون السويسري. والمهاجم أسامة درفلو الذي انضم إلى فيتيسه آرنهم الهولندي، وبعد شهر من البحث تعاقد الفريق مع الفني الفرنسي تيري فروجي ليكون المدرب الجديد. وتنافس اتحاد الجزائر هذا الموسم على أربع جبهات في الرابطة المحترفة الأولى وكأس الجزائر وكأس الكونفيدرالية الأفريقية وكأس العرب للأندية الأبطال، وكانت الأهداف الأولى هي الفوز بكأس الكونفيدرالية الأفريقية، لكن أُقصي من ربع النهائي ضد النادي المصري. ثم في كأس العرب للأندية الأبطال كان الطموح الفوز باللقب، خاصة أن قيمة الجوائز المالية تتجاوز 15 مليون دولار. أكثر من دوري أبطال أفريقيا، لكن مسيرة اتحاد العاصمة توقفت في الدور الثاني ضد نادي المريخ السوداني. لتبقى لهم فقط مسابقة الرابطة المحترفة الأولى حيث أنهى مرحلة الذهاب كبطل شتوي متقدما على شبيبة القبائل.
بعد اندلاع الاحتجاجات في الجزائر واعتقال رئيس النادي علي حداد بتهم الفساد. أثرت على نتائج اتحاد العاصمة حيث هزم في ثلاث مباريات متتالية كلها مباريات داربي ضد نادي بارادو ومولودية الجزائر وشباب بلوزداد ليتقلص الفارق إلى نقطة واحدة عن الوصيف أربع مباريات قبل نهاية الموسم. في 30 أبريل 2019، اجتمع مجلس إدارة SSPA USMA ولاحظ خلو منصب رئيس الشركة منذ حبس علي حداد ما يقرب من شهر. بوعلام شندري هو الذي انتخب بالإجماع لخلافته في حين أن مجموعة حداد لا يزال المساهم الأكبر في النادي. في 26 مايو 2019 وبعد الانتصار خارج أرضه على شباب قسنطينة 3-1 حقق لقب الدوري للمرة الثامنة بفارق نقطة واحدة عن شبيبة القبائل. فور انتهاء المباراة أعلن عبد الحكيم سرار استقالته من منصبه.

### نهاية عهد حداد

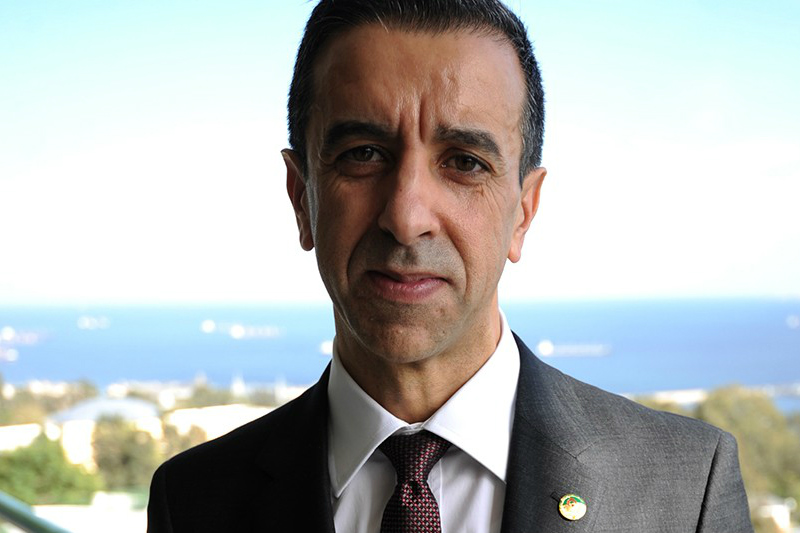
علي حداد رجل أعمال ماك النادي من 2010 حتي 2020.

في 2 يونيو 2019 أصبح رسميًا، عائلة حداد تقرر بيع حصتها في SSPA USMA التي تمتلك 92٪، وكان مسؤول الاتصال بالنادي أمين تيرمان هو الذي أعلن ذلك على الشروق تي في. الأسباب التي جعلتهم يتخذون هذا القرار هو سجن صاحب النادي علي حداد وتجميد جميع الحسابات المالية للنادي. في 10 يونيو 2019، شكل العديد من الشخصيات الرياضية والقادة السابقين المرتبطين باتحاد العاصمة الجزائر لجنة إنقاذ لتقديم حلول للمشاكل العديدة التي تواجه نادي اتحاد الجزائر. كما رد العديد من شيوخ النادي على المكالمة، وكانوا أكثر من عشرين من بينهم طارق حاج عدلان، كريم غازي، حسين عشيو وحسين مترف، كما أن عائلة حداد تتطلع الآن لبيع حصتها في SSPA USMA. في 24 يونيو 2019 وقع اتحاد الجزائر مع بلال دزيري ليكون المدرب الجديد، وأعطاه نجم اتحاد العاصمة السابق سلطة اختيار الطاقم الفني للعمل معهم. قررت شركة الحياة للبترول، في 4 أغسطس 2019، دفع تكلفة السفر إلى النيجر للعب الجولة التمهيدية من دوري أبطال أفريقيا، وهي نفس الشركة التي ترغب في شراء غالبية أسهم النادي. في 4 سبتمبر 2019، قرر لاعبو اتحاد الجزائر الإضراب احتجاجًا على الوضع المالي الصعب، وشددوا على أن هذا القرار لا علاقة له بالإدارة أو الجماهير أو النادي نفسه. إنها حركة احتجاج ضد تجميد حساب النادي وتأخير حل الأزمة، كتذكير لم يحصل لاعبو اتحاد الجزائر على رواتبهم لمدة 6 أشهر، بينما لم يتلق اللاعبون الجدد أي راتب منذ انضمامهم إلى النادي.
في 13 أكتوبر 2019 قرر اللاعبون مقاطعة التدريب والمباريات الرسمية لأنهم لم يتلقوا رواتبهم لمدة خمسة أشهر، بعد يومين المتحدث باسم النادي أمين تيرمان قدم استقالته على قناة دزاير تي في، وبعد ذلك بيوم دفع المشجع مبلغ 500 ألف دينار لكل لاعب يفوز بمكافأة على نادي غور مايا وأمل عين مليلة، ثم قرر اللاعبون العودة إلى التدريب ولعب مباراة أهلي برج بوعريريج يوم 23 أكتوبر بعد احتجاج أمام مقر وزارة الشباب والرياضة ضد الوضع الصعب، قال الوزير رؤوف برناوي لمؤيدي النادي إن عليهم التحلي بالصبر. في 19 أكتوبر / تشرين الأول 2019، خرج حوالي 5000 من أنصار اتحاد العاصمة إلى مقر ولاية الجزائر للاحتجاج على الوضع المالي الصعب للنادي وتحريره من مجموعة حداد. بعد يوم من إعلان منير دبيشي لفرانس 24 أن شركة الحياة للبترول هي شركة تابعة لـمجموعة حداد، والتي قالت أيضا إن ديون الفريق تبلغ مليار دينار بنحو 8 ملايين يورو. وقال دبيشي إن مجموعة حداد قدمت 400 مليار سنتيم منذ وصولها نحو 23 مليون يورو. في 22 أكتوبر 2019، استأنف أسامة شيتة التدريبات مع زملائه في الفريق بعد غياب طويل بسبب إصابة خطيرة تعرض لها اللاعب الجزائري الدولي الموسم الماضي في الركبة. أعلن قادة اتحاد الجزائر في 29 أكتوبر 2019 في بيان أن صفقة الرعاية مع كيا الجزائر ستنتهي وديًا وسيسترد النادي جميع الديون المستحقة التي تقدر بنحو 20 مليار سنتيم (14 مليون يورو) بالإضافة إلى ذلك، لن يتم تجديد العقد مع إيفري بقرار من الشركة. في 5 نوفمبر، وقعت إدارة اتحاد الجزائر عقد رعاية مع شركة سيربور المتخصصة في خدمات الموانئ مقابل 16 مليار سنتيم حوالي 12 مليون يورو.
إدارة اتحاد الجزائر لاستعادة حقها في قضية ديربي الجزائر، استأنفت قرار التحكيم الصادر عن المحكمة الجزائرية لتسوية الخلافات الرياضية في القضية رقم 92/19 بين الاتحاد الرياضي لمدينة الجزائر ضد الاتحادية الجزائرية لكرة القدم ورابطة كرة القدم المحترفة. كان هذا إيصال استلام الاستئناف من محكمة التحكيم الرياضية في لوزان في 8 يناير 2020 ودفع الفريق تكاليف تسجيل القضية بمبلغ ألف يورو صباح 9 يناير 2020. وبعد تاجيل القضية عدة مرات اصدرت محكمة التحكيم الرياضية يوم 28 اوت حكمها القاضي بارجاع النقاط الثلاث واعادة المباراة وتحمل الرابطة والاتحادية جميع التكاليف المادية للمحكمة.

## شركة سيربور مالك جديد
بعد أن كان من المتوقع أن تكون الجمعية العمومية للمساهمين يوم 12 مارس 2020، تم تقديمها إلى 2 مارس، خاصة بعد سجن رئيس النادي السابق ربوح حداد. شهد الاجتماع حضور ممثل مجموعة حداد وغياب رئيس نادي الهواة سعيد عليك، وبعد ساعتين ونصف أُعلن أن مجموعة سيربور قد اشترت أسهم مجموعة حداد بنسبة 94.34٪. أعلن حليم حمودي، الأمين العام لـ سيربور في مؤتمر صحفي عن إطلاق مشروع عين بنيان ومقر النادي قريباً. وقال أيضا إن الهدف هو تحقيق ألقاب قارية وليس فقط محلية. وقال المدير العام لشركة سيربور عاشور جلول في السابق، إنهم سيستثمرون ما بين 1،2 و 1،3 مليار دينار في السنة، في حين سيكلف مشروع مركز التدريب 1،4 مليار دينار.
في 13 مايو / أيار 2020 أعلن عاشور جلول أنه وقع مع عنتر يحيى ليكون مديرا رياضيا جديدا لمدة ثلاث سنوات وعبد الغني هادي مديرا عاما جديدا. قال يحيى إنه كان لديه عروض من فرنسا، لكنه فضل مشروع الأحمر والأسود، خاصة الأفكار التي أراد تنفيذها هي نفسها التي يملكها عاشور جلول. في 6 يوليو 2020، أبرم اتحاد العاصمة الجزائر عقدًا لمدة عامين مع المدرسة العليا للفندقة والإطعام بعين البنيان حتى الانتهاء من بناء مركز التدريب، وسيسمح العقد لاتحاد العاصمة باستعمال الملعب والمسبح وقاعة تقوية العضلات، الفندق القاعة متعددة الرياضات، المكاتب وقاعة الاسترجاع والتدليك. في 20 يوليو 2020، منع الفيفا اتحاد العاصمة من أي تجنيد للاعبين الجزائريين أو الأجانب خلال فترة الانتقالات الثلاثة المقبلة حتى دفع 200 ألف يورو للاعب السابق برينس إيبارا. في اليوم التالي تحدث المدير العام عبد الغني هادي عن هذه المشكلة، وكذلك مشكلة اللاعب السابق محمد يخلف وقضية الديربي، حيث قال إنه طلب من الاتحاد الجزائري لكرة القدم دفع أموال إيبارا من عائدات الفريق من مشاركته في دوري أبطال أفريقيا 2019–20. في 31 يوليو 2020، تحدث عبد الغني هادي عن بعض الصحف ورد عليها وعلى الأخبار الكاذبة عن قيمة شراء أسهم شركة اتحاد الجزائر، حيث قال إن المبلغ بلغ ملياري دينار بنحو 13 مليون يورو.

## إحصائيات

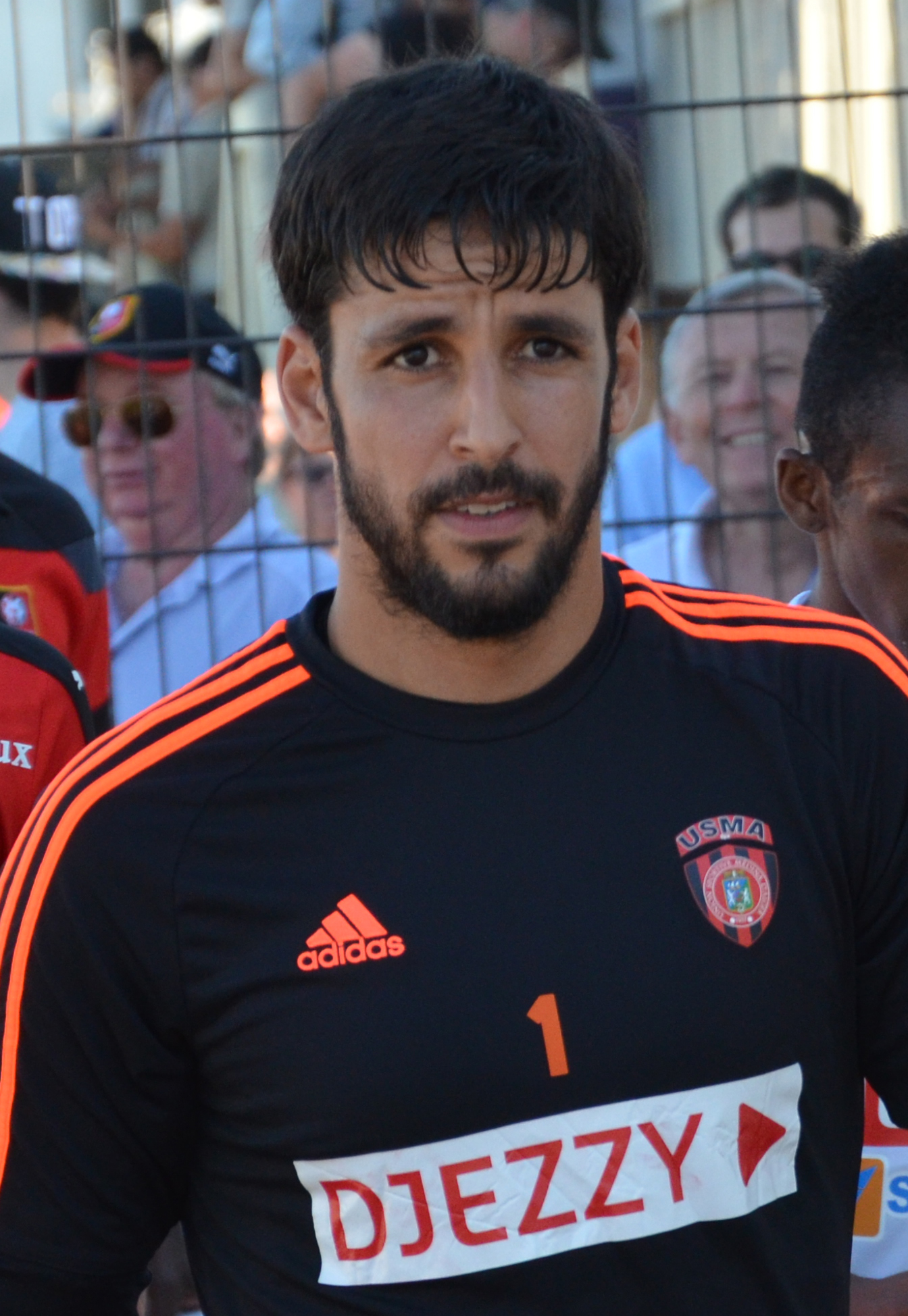
محمد الأمين زماموش يحمل الرقم القياسي للنادي في عدد المباريات.

حاليًا وفقًا لإحصائيات منذ موسم 2000–01، يحمل حارس المرمى محمد الأمين زماموش حاليًا الرقم القياسي للفريق في إجمالي عدد المباريات التي خاضها برصيد 379 مباراة حتى نهاية موسم 2019–20، بما في ذلك 276 مباراة في الدوري ياتي بعده كريم غازي برصيد 302 مباراة منها 239 في الدوري وفي المركز الثالث المدافع نصر الدين خوالد بمجموع 290 مباراة، علي المستوي القاري يعتبر الحارس زماموش الأكثر مشاركة بمجموع 49 مباراة منها 37 مباراة في دوري أبطال أفريقيا، من جانب الاعبين الاجانب يعتبر الملغاشي كارولوس أندرياماتسينورو أكثر من لعب مباريات برصيد 132 اما أول لاعب أجنبي في اتحاد العاصمة فور استقلال الجزائر كان الفرنسي فريدي زيمور وهو من الاقدام السوداء ولعب ستة مواسم كاملة معهم، علي مستوي المنتخبات يعتبر محي الدين مفتاح أكثر من لعب مباريات وهو بقميص اتحاد العاصمة برصيد 41 مباراة. أما الهدافين وبداية من موسم 1995–96 بلال دزيري احسن هداف برصيد 74 هدف في جميع المسابقات وفي نفس الوقت أفضل هداف في الدوري برصيد 51 هدفا وفي المسابقة القارية برصيد 16 هدفا، علي مستوي الدوري منصف ويشاوي أول لاعب من الاتحاد يفوز بجائزة الهداف برصيد 18 هدف في موسم 2002–03 وعلي المستوي القاري حقق المالي مامادو ديالو جائزة الهداف في دوري أبطال أفريقيا 2004 برصيد 10 اهداف.
في كأس الجزائر اتحاد العاصمة أكثر نادي وصولا الي النهائي 18 مرة منها خمس مرات متتالية الاولي ضد شباب بلوزداد عام 1969 والأخيرة عام 1973 ضد الجار مولودية الجزائر وانهزم فيهم كلهم وبعد سبع نهائيات حقق الاتحاد أول كاس عام 1981 ضد جمعية وهران، ليصبح أول فريق جزائري يحققها وهو في ذلك الوقت في الدرجة الثانية، النادي هو واحد من أربعة أندية فقط فازت بكأس الجزائر مرتين متتاليتين عامي 2003 و 2004. وهو أيضًا صاحب الرقم القياسي في الفوز بثمانية كؤوس مناصفة مع وفاق سطيف ومولودية الجزائر، أكبر نتيجة فاز بها كانت 13-0 عام 1962 في دوري اقليم الجزائر ضد نادي البرواقية اما في الدوري الجزائري فكانت 11-0 ضد جمعية وهران في ملعب 5 جويلية 1962 موسم 1975–76، وتعتبر أيضا أثقل نتيجة في تاريخ الرابطة الجزائرية المحترفة الأولى اما أكبر خسارة كانت ضد شبيبة القبائل بنتيجة 7-1 عام 1989 في تيزي وزو.
يبلغ عدد بطولات الدوري التي حققها اتحاد الجزائر 8 القاب مناصفة مع وفاق سطيف قبل شبيبة القبائل برصيد 14 لقب، وحقق الاتحاد ثنائية الدوري والكاس مرة واحدة موسم 2002–03، من ناحية المدربين منذ موسم 1999–2000، نور الدين سعدي أكثر من قاد النادي بمجموع 133 مباراة علي ثلاث فترات مختلفة وحقق معهم لقبين، رولاند كوربيس أول مدرب أجنبي يحقق لقب مع الاتحاد بفوزه بكأس الجزائر عام 2013. في مجال انتقالات اللاعبين يعتبر المالي مامادو ديالو اغلي صفقة انتقال كانت بمبلغ 700 الف اورو في 2004 الي نادي نانت الفرنسي، أما أغلى لاعب جلبوه فهو قدور بلجيلالي من نادي النجم الرياضي الساحلي التونسي، بـبلغ 400 ألف يورو في 2014.

## المشجعون

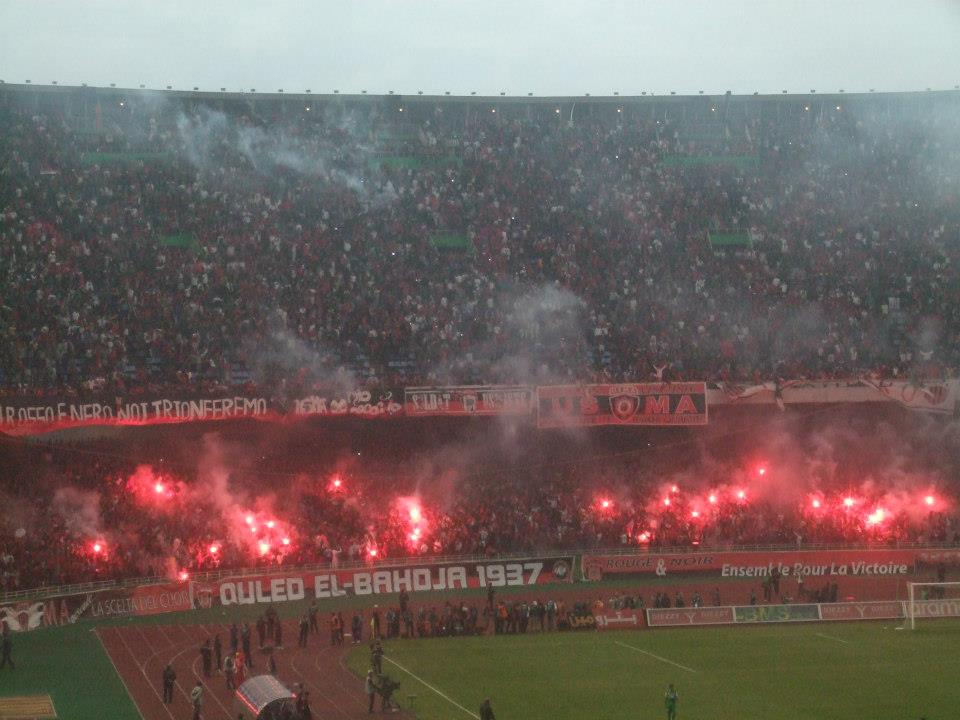
انصار اتحاد العاصمة في نهائي كأس الاتحاد العربي للأندية في 2013 ضد النادي العربي الكويتي.

المنافسات والصداقات بين أولاد البهجة ومجموعات أخرى هي نفسها في قطاع مشجعي اتحاد العاصمة الجزائري بأكمله، التنافس الرئيسي والأقدم هو مع أنصار نادي مولودية الجزائر. المنافسات الرئيسية الأخرى ضد مشجعي شباب بلوزداد وشبيبة القبائل واتحاد الحراش، وعلاقات الصداقة للمجموعة مع عدد قليل من مجموعات المشجعين. التوأمة الوحيدة هي مع ألتراس شباب قسنطينة ووداد تلمسان. وعلى الصعيد الدولي، هناك صداقة طيبة مع أنصار نادي الوداد الرياضي المغربي والترجي الرياضي التونسي. وفي مباراة نصف النهاية ضد الوداد البيضاوي، أقيمت المباراتان بروح رياضية عالية. ورغم العلاقات الدبلوماسية بين البلدين التي ليست جيدة لكن أنصار الفريقين حضروا في الموعد المحدد. استقبل مشجعو الوداد بالجزائر وحصلوا على تذاكر مجانية لدخول الملعب ونفس الشيء فعله الوداد البيضاوي في مباراة الإياب.
تعتبر أولاد البهجة الأفضل في الجزائر في مجال الغناء الرياضي، وقد تم تعديل بعض أغانيها من قبل عشاق الأندية الأخرى في الجزائر بسبب شعبيتها، فمنذ 2018 أصبحت الفرقة رائدة في الأغاني السياسية عن النظام الحاكم، ومالك النادي علي حداد المعروف بعلاقاته الوثيقة مع سعيد بوتفليقة (شقيق رئيس الجمهورية) عبد العزيز بوتفليقة. في أغنية ULTIMA VERBA التي انتقد فيها حيث ذكر المقطع فيها تسقط الدولة ولي خدمو l'autoroute، والمعنى شركته التي بنتها مجموعة حداد، مع بداية الاحتجاجات في الجزائر استخدم المحتجون أغاني النادي أبرزها لا كازا ديل المرادية وبابور اللوح. أصدر المطرب الجزائري سولكينغ يوم 14 مارس 2019 أغنية مع ولاد البهجة عن الاحتجاجات بعنوان الحرية. بعد أسبوع من نشره على موقع يوتيوب، اقترب المقطع من 18 مليون مشاهدة. في 10 يونيو 2019 تجاوزت أغنية لا ليبرتي 100 مليون مشاهدة.
في 9 سبتمبر 2018، وفي مباراة بين اتحاد الجزائر ونادي القوة الجوية في كأس العرب للأندية الأبطال على ملعب عمر حمادي وفي الدقيقة 70 انسحب لاعبي القوة الجوية احتجاجا على هتافات هجومية من المتفرجين. بعد ذكر اسم الرئيس السابق صدام حسين وشعارات مناهضة للشيعة اغضبت بغداد، استدعت وزارة الخارجية العراقية السفير الجزائري في بغداد بسبب «هتافات طائفية» أطلقها المشجعون الجزائريون، أحمد محجوب المتحدث باسم الخارجية العراقية. «استياء العراق حكومة وشعبا من تمجيد الوجه الرهيب لنظام صدام حسين الدكتاتوري المميت»، الذي أطيح به في عام 2003 أثناء غزو الولايات المتحدة للعراق. فيما بعد قال المدير العام لاتحاد العاصمة عبد الحكيم سرار إن طريقة تشجيع الجماهير إذا أزعجت الفريق العراقي فأنا أقدم اعتذاري. كما اعتذر حارس المرمى والقائد محمد الأمين زماموش للوفد العراقي على تصرف الجماهير.

## شعار النادي والألوان

### مقدمي ورعاة القميص
| الفترة    | مقدم القميص الرسمي | راعي القميص (جهة الصدر) |
| --------- | ------------------ | ----------------------- |
| 1978–1970 | لو كوك سبورتيف     | بلا راعي                |
| 1994–1978 | لو كوك سبورتيف     | سونلغاز                 |
| 1995–1994 | أولسبورت           | سونلغاز                 |
| 1997–1995 | كابا               | سونلغاز                 |
| 1998–1997 | فيرما              | سونلغاز                 |
| 1999–1998 | أولسبورت           | سونلغاز                 |
| 2001–1999 | بوما               | سونلغاز                 |
| 2005–2001 | أولسبورت           | سونلغاز                 |
| 2008–2005 | لوتو               | جازي                    |
| 2011–2008 | أولسبورت           | جازي                    |
| 2012–2011 | نايكي              | مجموعة حداد             |
| 2016–2012 | أديداس             | مجموعة حداد             |
| 2020–2017 | جوما               | مجموعة حداد             |
| 2020      | جوما               | سيربور                  |
| 2020–     | كابا               | سيربور                  |

### قميص الفريق
| 1963                       | 1963    | 1969–70 | 1973    | نهائي كاس الجزائر 1981 | 2001      |
| نهائي كاس الجزائر 2004     | 2006    | 2007    | 2011    | 2012                   | 2013–2016 |
| مرحلة الاياب لموسم 2016–17 | 2017/18 | 2018/19 | 2019/20 | 2021/22                |           |

| 2011/12 | 2014/15 | 2016/17 | القميص الثالث موسم 2016/17 | 2019/20 | 2020/21 |
| 2021/22 |         |         |                            |         |         |

## ملعب الفريق

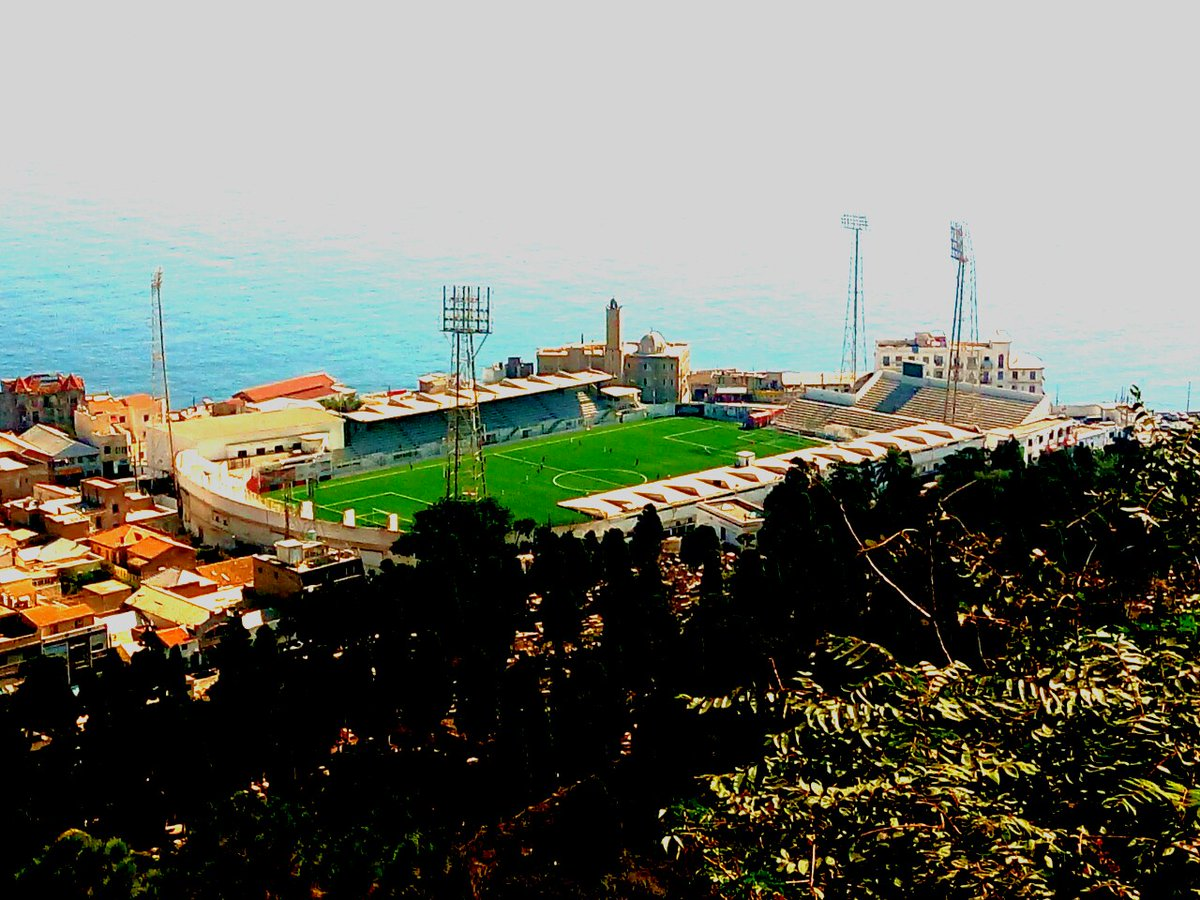
ملعب عمر حمادي في عام 2017 من السيدة الإفريقية.

ملعب عمر حمادي هو ملعب كرة قدم، وهو الملعب الرئيسي لنادي اتحاد العاصمة منذ الاستقلال من عشب اصطناعي من الجيل الخامس وهو الاحسن في الجزائر بسعة 17 الف متفرج، تم تدشين الملعب في 19 جانفي 1919 ليكون الملعب الرسمي لنادي سانت اوجين وفي 1957 تم بناء المدرج الثالث وبعد الاستقلال تم تغير اسم الملعب الي بولوغين علي اسم المدينة، اخر مرة تم تغيير اسم الملعب كانت عام 1998 الي عمر حمادي قائد سابق للنادي وشارك في ثورة التحرير (حكم عليه بالإعدام خلال حرب التحرير الوطني) والذي قتل بشكل مأساوي مع نجليه في بوزريعة (الجزائر العاصمة) على يد جماعة إرهابية عام 1995.
في عام 2000 تم بناء مدرج جديد وبعدها تم تفكيك المدرج العلوي للجهة الغربية بسبب خطورته علي الأنصار، كما استثمر نادي اتحاد العاصمة الذي يحمل امتياز استخدام الملعب في تطوير البنية التحتية اللازمة للتعافي وتدريب اللاعبين، صونا وصالة ألعاب رياضية ومطعم، واستضاف الملعب نهائي كاس الجزائرمرة واحدة عام 1970 وانهزم ضد شباب بلكور بنتيجة 4–1. واستضاف الملعب ذهاب نهائي دوري أبطال أفريقيا في 2015 بين اتحاد العاصمة و تي بي مازيمبي وانتهت للاخير بنتيجة 2–1.
ملعب 5 جويلية 1962 هو ملعب كرة قدم مُتعدد الإستخدمات يقع في بلدية دالي إبراهيم بالعاصمة الجزائرية، سُمي على يوم تاريخ استقلال الجزائر من الاستعمار الفرنسي في 5 يوليو 1962، وهو جزء من المركب الرياضي محمد بوضياف، وكان الملعب يتسع إلى 93.000 متفرج لكنه تم تنظيم دخول المناصرين ووضع كراسي لينخفض إلى 64.000 مناصر، وأكبر حضور جماهيري للملعب في في مباراة ودية تحضيرية لكأس العالم 2010 بين الجزائر وصربيا وانهزمت الجزائر 3–0 ووصل عدد الجماهير إلى حوالي 110.000 مناصر. الملعب افتتح في 25 جوان 1972 من طرف الرئيس الجزائري هواري بومدين وكان الحدث نهائي كأس الجزائر الذي كان الاتحاد أحد طرفيه ضد حمراء عنابة وانهزم بهدفين، وشهد الملعب استضافة النهائي في 36 مناسبة كان الاتحاد طرفا في 12 نهائي وفاز في ست نهائيات.

## الإنجازات

### الألقاب الرسمية
- الرابطة الجزائرية المحترفة الأولى (8 مرات): 1962–63، 1995–96، 2001–02، 2002–03، 2004–05، 2013–14، 2015–16، 2018–19.
- كأس الجزائر (9 مرات): 1980–81، 1987–88، 1996–97، 1998–99، 2000–01، 2002–03، 2003–04، 2012–13، 2024-25.
- كأس السوبر الجزائري (مرتين): 2013، 2016.

### البطولات القارية
- كأس الكونفيدرالية الإفريقية (مرة واحدة): 2023.
- كأس السوبر الإفريقي (مرة واحدة): 2023.

### البطولات الأخرى
- كأس العرب للأندية الأبطال (مرة واحدة): 2012–13.

## أبرز نجوم النادي

### اللاعبون الأكثر مشاركة عبر التاريخ
ملاحظة: الجدول يبين مشاركة اللاعب في المباريات الرسمية فقط (بما في ذلك التبديلات).
اللاعبون بالخط الغليظ ما زالوا يلعبون مع اتحاد العاصمة حتي الآن.
| اللاعب             | بطولة | كأس | أخرون | افريقيا | المجموع |
| ------------------ | ----- | --- | ----- | ------- | ------- |
| محمد الأمين زماموش | 276   | 32  | 22    | 49      | 379     |
| كريم غازي          | 239   | 27  | 12    | 24      | 302     |
| نصر الدين خوالد    | 237   | 24  | 15    | 14      | 290     |
| حسين عشيو          | 205   | 29  | 12    | 35      | 281     |
| بلال دزيري         | 110   | 27  | 11    | 33      | 281     |
| محمد حمدود         | 192   | 28  | 8     | 32      | 260     |
| محمد ربيع مفتاح    | 188   | 18  | 11    | 41      | 258     |
| فاروق شافعي        | 188   | 21  | 11    | 37      | 257     |
| حمزة كودري         | 174   | 19  | 11    | 38      | 242     |
| مختار بن موسى      | 168   | 16  | 11    | 36      | 231     |

### هدافو الفريق عبر التاريخ
آخر تحديث نهاية موسم 2019–20.
ملاحظة: الجدول يبين الأهداف المسجلة في المباريات الرسمية فقط (بما في ذلك التبديلات) – بينما الأرقام التي بين الأقواس تمثل عدد المباريات.
| اللاعب          | بطولة    | كأس     | أخرون  | افريقيا | المجموع  |
| --------------- | -------- | ------- | ------ | ------- | -------- |
| بلال دزيري      | 51       | 3       | 4      | 16      | 74       |
| طارق حاج عدلان  | 35 (102) | 11 (11) | 0 (0)  | 14 (20) | 60 (144) |
| عمارعمور        | 40 (157) | 5 (21)  | 3 (12) | 5 (29)  | 53 (219) |
| محمد ربيع مفتاح | 38 (188) | 2 (18)  | 3 (11) | 6 (41)  | 49 (258) |
| ربيع بن شرقي    | 31 (83)  | 6 (10)  | 0 (0)  | 7 (20)  | 44 (113) |
| نور الدين دهام  | 32 (79)  | 4 (10)  | 3 (7)  | 2 (2)   | 41 (98)  |
| حسين عشيو       | 25 (205) | 9 (29)  | 2 (12) | 5 (35)  | 41 (281) |
| يسعد بورحلي     | 25 (73)  | 5 (6)   | 1 (6)  | 9 (13)  | 40 (98)  |
| أسامة درفلو     | 30 (57)  | 0 (4)   | 0 (0)  | 10 (18) | 40 (79)  |
| منصف ويشاوي     | 26 (71)  | 3 (10)  | 1 (0)  | 5 (16)  | 35 (97)  |

## شخصيات النادي

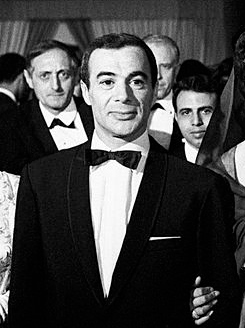
ياسف سعدي رئيس النادي بين 1972 و 1975 ويعتبر أحد أشهر قادة جبهة التحرير الجزائرية خلال الثورة الجزائرية.

### رؤساء النادي
| الرئيس             | من            | إلى           |
| ------------------ | ------------- | ------------- |
| ارزقي مداد         | 5 يوليو 1937  | 1938          |
| علي حمار           | 1938          | 1939          |
| غير معروف          | 1940          | 1942          |
| محمد زناقي         | 1943          | ?194          |
| علي حمار           | ?194          | 1952          |
| سعيد مداد          | 1962          | 1963          |
| عبد القادر عمراني  | 1963          | 1971          |
| علي كزال           | 1971          | 1972          |
| ياسف سعدي          | 1972          | 1975          |
| عبد العزيز تازيارت | 1975          | 1976          |
| رشيد خلواطي        | 1976          | 1977          |
| سعيد حمو           | 1977          | ??19          |
| غير معروف          | ??19          | 1984          |
| عبد سلام بن ساحلي  | 1985          | 1989          |
| سعيد حمو           | 1989          | 1991          |
| رشيد خلواطي        | 1992          | 1993          |
| مولدي عيساوي       | 1993          | 1994          |
| سعيد عليق          | 1994          | 4 أغسطس 2010  |
| علي حداد           | 4 أغسطس 2010  | 30 أبريل 2019 |
| بوعلام شندري       | 30 أبريل 2019 | 2 مارس 2020   |
| عاشور جلول         | 2 مارس 2020   |               |

### أسماء من الذاكرة
| - أيوب عبد اللاوي - مروان عبدوني - حسين عشيو - طارق حاج عدلان - جمال عماني - عمارعمور - يوسف بلايلي - فريد بلملات - رؤوف بن غيت - فوزي بن خالدي - محمد بن خماسة - مختار بن موسى - مجيد بن طلعة - بوبكر بلقري - سليم عريبي - مولدي عيساوي | - عبد العزيز بن طيفور - حميد برناوي - عمر بطروني - إبراهيم بودبودا - يسعد بورحلي - مهدي سرباح - فاروق شافعي - نور الدين دهام - أسامة درفلو - عبد الرحمن درواز - بلال دزيري - بوعزة فاهم - زين الدين فرحات - كريم غازي - رابح دغماني - فريد جحنين - جمال العقبي | - طارق غول - عبد الرحمن مزيان - عبد الرحمن مزياني - مولاي حدو - نصر الدين خوالد - ناصر قديورة - فيصل حمداني - محمد حمدود - جمال كدو - حمزة كودري - عبد القادر العيفاوي - محي الدين مفتاح - حسين مترف - هشام مزاير - أمقران وليكان - منصف ويشاوي - عز الدين رحيم | - كريمو ربيح - حمزة ياسف - منير زغدود - محمد الأمين زماموش - جمال زيدان - محمد ربيع مفتاح - محمد بن يحيى - دانيال مونشاري - فريدى زيمور - مامادو ديالو - مينتو دوكوري - كارولوس أندرياماتسينورو - مايكل إنرامو - مؤيد اللافي - كوامي أوبوكو - ناصر زكري |

### تشكيلة الفريق
ملاحظة: تشير الأعلام إلى المنتخب بحسب قواعد الأهلية المعتمدة من قبل الفيفا؛ تنطبق بعض الاستثناءات المحدودة. وقد يحمل اللاعبون أكثر من جنسية لا تعترف بها الفيفا.
| الرقم | البلد   | المركز | اللاعب           |
| ----- | ------- | ------ | ---------------- |
| 1     | الجزائر | حارس   | عبد المؤمن سيفور |
| 3     | الجزائر | مدافع  | جوبا شيراني      |
| 4     | الجزائر | مدافع  | زين الدين بلعيد  |
| 5     | الجزائر | مدافع  | مصطفى بوشينة     |
| 6     | الجزائر | وسط    | أسامة شيتة       |
| 7     | الجزائر | مهاجم  | إسماعيل بلقاسمي  |
| 8     | الجزائر | وسط    | إسلام مريلي      |
| 9     | مالي    | مهاجم  | عبدو اللاي كانو  |
| 10    | مالي    | وسط    | سيكو كوناتي      |
| 11    | الجزائر | مهاجم  | محمد أمين بوزيان |
| 12    | الجزائر | مدافع  | أسامة بركات      |
| 13    | الجزائر | وسط    | عمر مبارك        |
| 14    | الجزائر | وسط    | ابراهيم بن زازة  |

| الرقم | البلد    | المركز | اللاعب             |
| ----- | -------- | ------ | ------------------ |
| 15    | الجزائر  | مهاجم  | نبيل لعمارة        |
| 16    | الجزائر  | حارس   | كمال سوفي          |
| 17    | الجزائر  | مهاجم  | نور الإسلام فتوحي  |
| 18    | بوتسوانا | مهاجم  | توميسانغ أوريبوني  |
| 19    | الجزائر  | مدافع  | سعدي رضواني        |
| 20    | الجزائر  | مدافع  | حسين دهيري         |
| 21    | الجزائر  | مدافع  | آدم عليلات         |
| 22    | الجزائر  | وسط    | خير الدين طوال     |
| 23    | الجزائر  | مهاجم  | خالد بوسليو        |
| 24    | الجزائر  | وسط    | طاهر بن خليفة      |
| 25    | الجزائر  | حارس   | أسامة بن بوط       |
| 26    | الجزائر  | وسط    | أكرم جحنيط         |
| 27    | الجزائر  | مهاجم  | عبد السلام بوشوارب |